# Odenwald

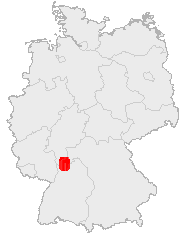
Lage des Odenwaldes in Deutschland

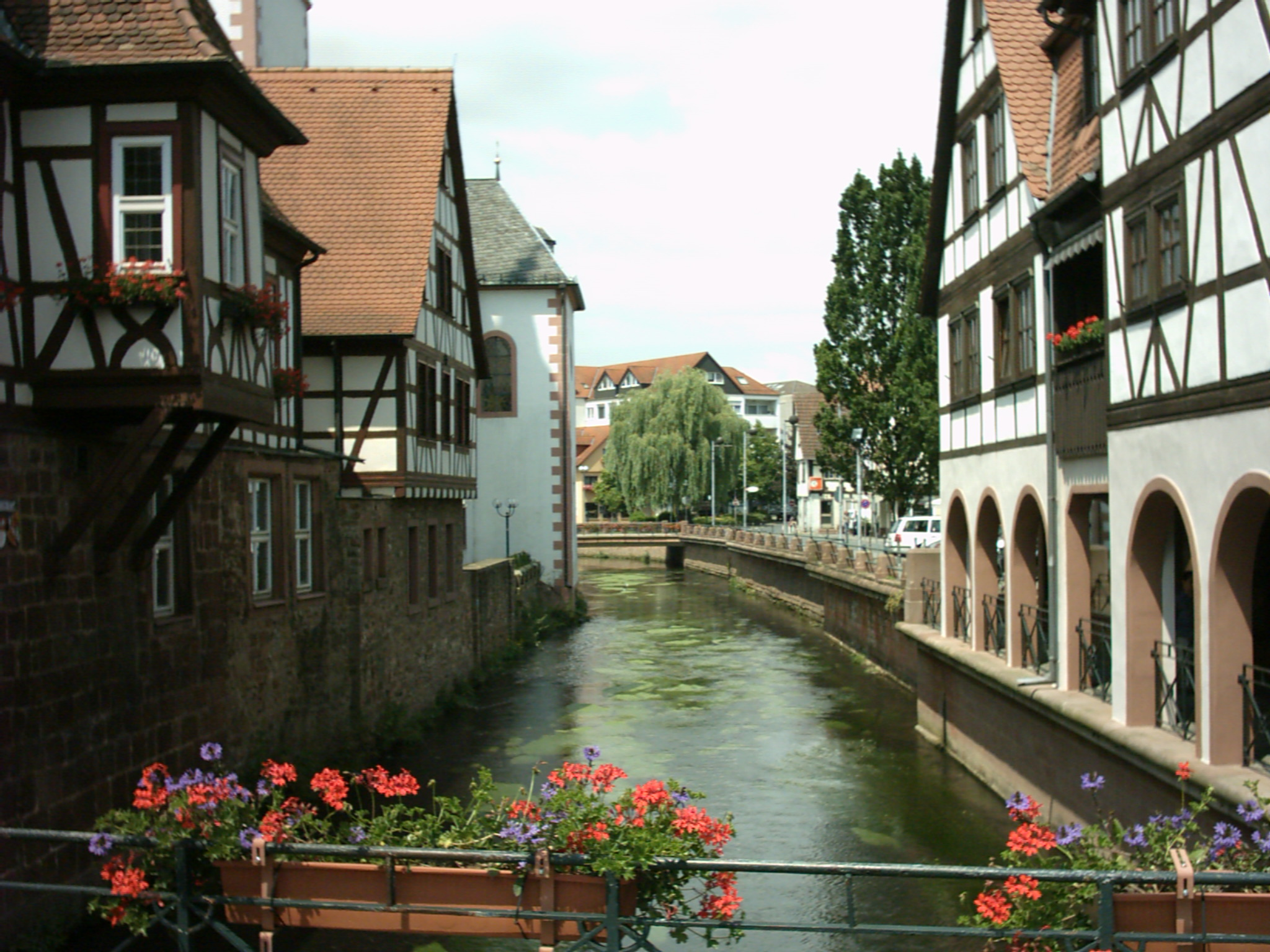
Erbach

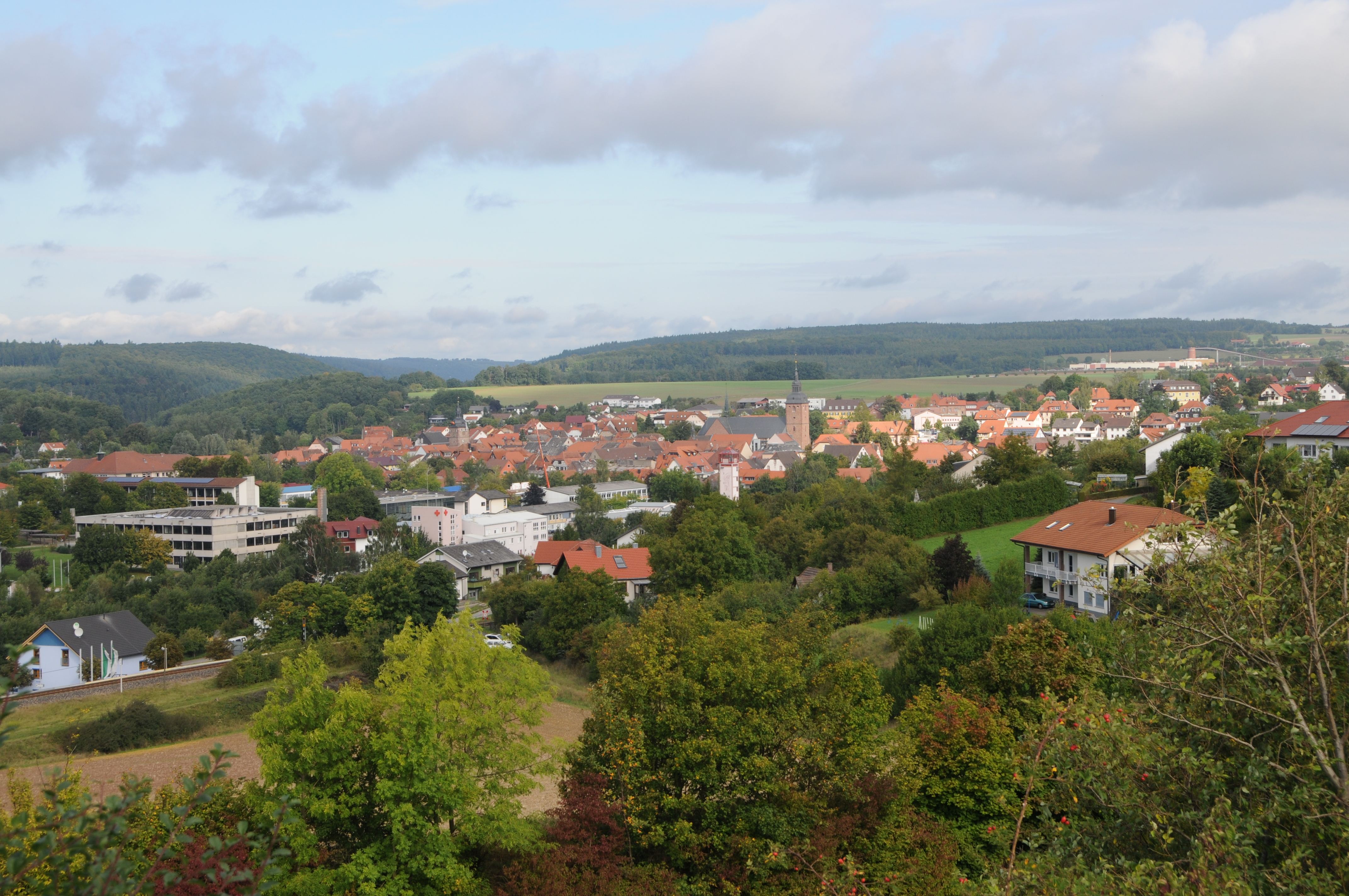
Buchen

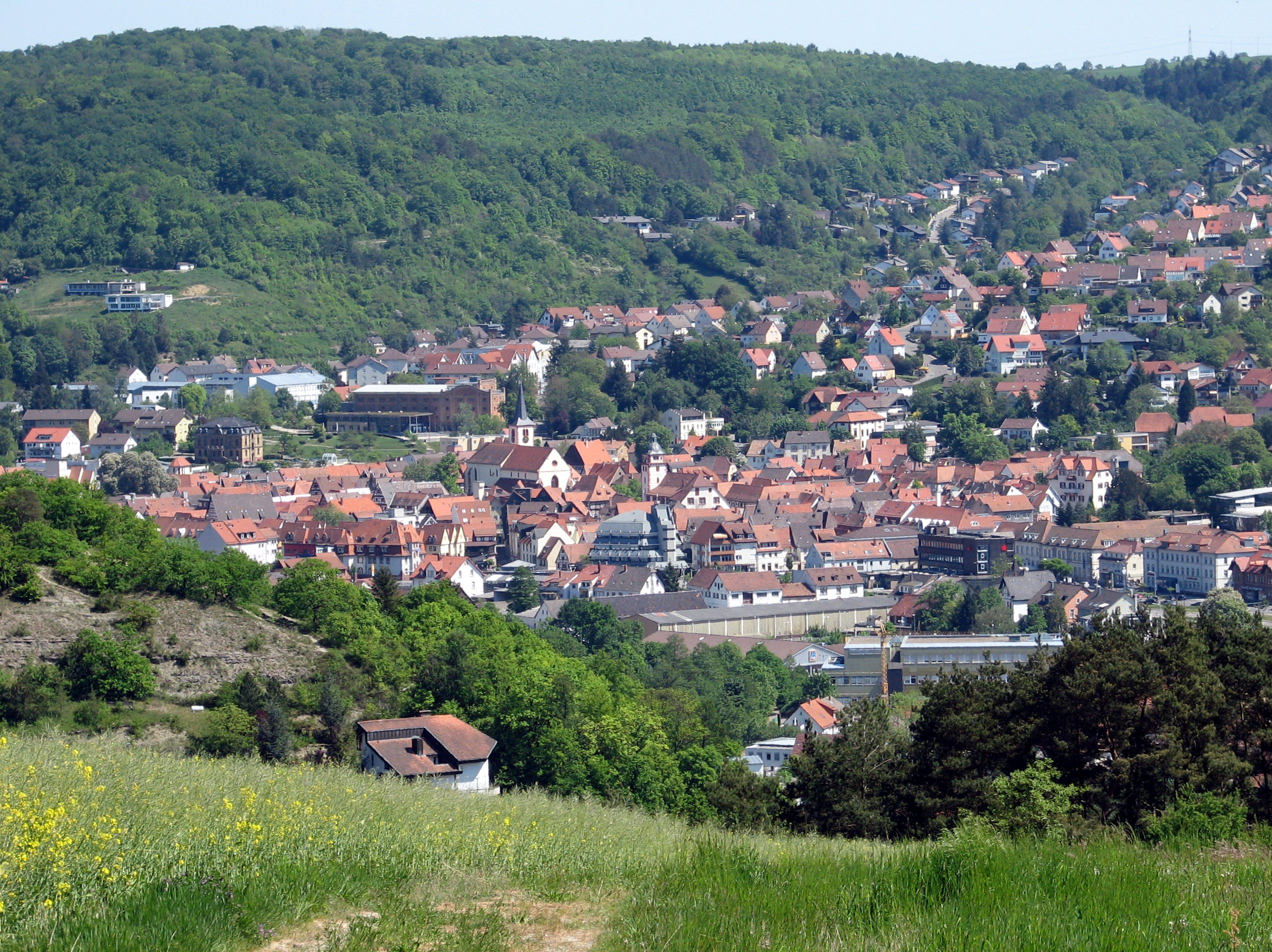
Mosbach

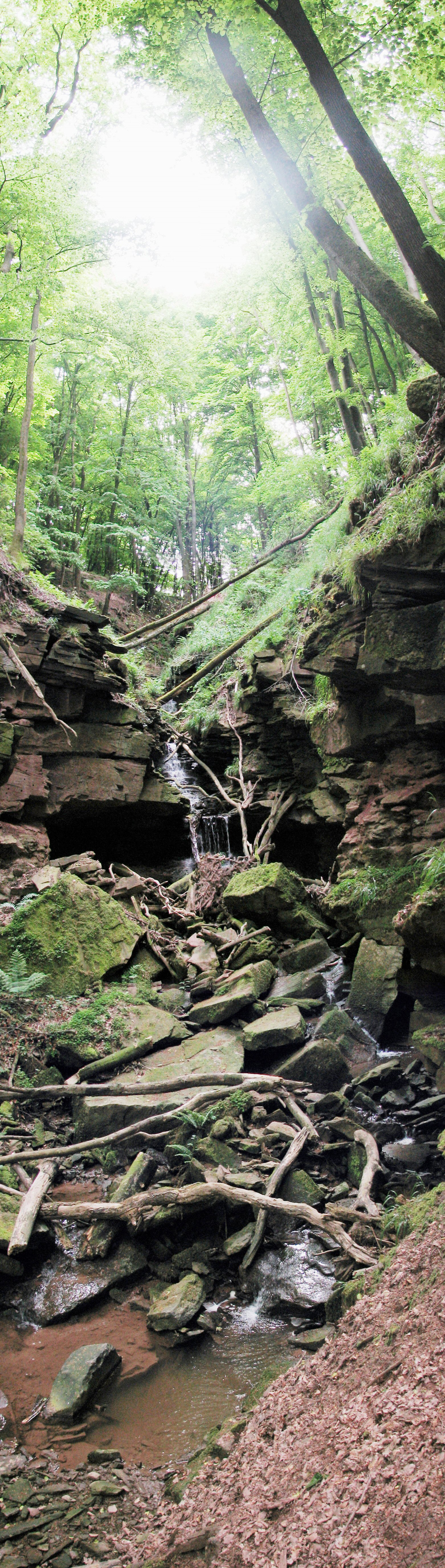
Die Margarethenschlucht liegt im Sandstein-Odenwald

Der Odenwald ist ein bis 626,8 m ü. NHN hohes Mittelgebirge in Südhessen (Hessen), im nördlichen Baden (Baden-Württemberg) und in Unterfranken (Bayern).

## Geographie

### Lage
Die Westgrenze des Odenwalds an der Bergstraße hebt sich eindrucksvoll von der Umgebung durch die sehr geradlinige Abbruchkante des Berglandes zur Oberrheinischen Tiefebene ab. Auf einer Länge von etwa 65 Kilometern zwischen Darmstadt und Wiesloch erheben sich aus einem ebenen Flachland unvermittelt steile Bergflanken, die mehrere hundert Meter hoch aufsteigen. Die Nordgrenze des Gebirges zeichnet sich weniger klar ab und verläuft auch nicht geradlinig. Der nördlichste Punkt des Odenwaldes liegt nach geographischer Definition nahe der B 26 und dem Darmstädter Institut für Botanik und Zoologie. Die Grenze des Naturraumes hält sich hier meist an den Nordsaum des Waldlandes, auch wenn nördlich anschließend im Reinheimer Hügelland noch Berge von beträchtlicher Höhe und markantem Profil wie der Otzberg über die hier anschließende Untermainebene aufragen. Im Osten zieht das Maintal auf 33 Kilometer Länge von Großwallstadt bis Bürgstadt eine klare Grenzlinie zum Spessart. Daran anschließend läuft die Grenzlinie, der Erfa folgend, in südöstlicher Richtung weiter bis Hardheim, der östlichsten Ortschaft des Odenwaldes. Von hier an trennt die über Walldürn und Buchen bis hin zu Mosbach in südwestlicher Richtung verlaufende Bundesstraße 27 grob den Odenwald vom benachbarten Bauland. Auf Mosbacher Gebiet beginnt das Odenwälder Durchbruchstal des Neckars mit seinem nördlichen Wendepunkt bei Eberbach, der eindrucksvollen doppelten Neckarschleife bei Hirschhorn und dem Austritt in die Oberrheinebene bei Heidelberg; die südliche Odenwaldgrenze folgt allerdings nicht dieser natürlichen Linie, denn südlich des Neckars wird noch der sogenannte Kleine Odenwald zum Mittelgebirge gezählt, der von Mosbach bis Wiesloch im Westen an den Kraichgau stößt. Auch diese Grenze wird, wie die zum Bauland oder zur Untermainebene, verschieden gezogen. Die beiden Naturparks Bergstraße-Odenwald und Neckartal-Odenwald ragen deshalb weiter nach Süden als der Naturraum.
Den Odenwald untergliedern die grob in Nord-Süd-Richtung verlaufenden Tallandschaften des Weschnitz- und Gersprenztals im Vorderen Odenwald und des Mümlingtales im Hinteren Odenwald. Die Haupt-Wasserscheide des Gebirges trennt die Einzugsgebiete von Neckar und Main.
Der Norden und der Westen des Odenwaldes gehören zum südlichen Hessen, im Nordosten liegt ein kleiner Teil im bayerischen Unterfranken, im Süden erstreckt er sich nach Baden hinein. Der Odenwald wird demnach auch, je nach seiner zum Bundesland zugehörigen Region, als Hessischer Odenwald, Badischer Odenwald und Fränkischer Odenwald bezeichnet.

### Politische Gliederung
In der Mitte des Odenwaldes liegt der Odenwaldkreis mit Sitz in Erbach. Als einziger Landkreis liegt er vollständig in diesem Mittelgebirge. Andere Kreise umfassen daneben auch einen mehr oder weniger großen Anteil der den Odenwald umgebenden Landschaften. Im Westen des Odenwaldes liegt der Landkreis Bergstraße mit Sitz in Heppenheim, im Norden der Landkreis Darmstadt-Dieburg mit Sitz in Dieburg und Darmstadt-Kranichstein. Im Nordwesten reicht ein Odenwald-Höhenzug bis in das Stadtgebiet von Darmstadt und im Nordosten erreicht der nördlichste Ausläufer des Gebirges das Gemeindegebiet von Großostheim im Landkreis Aschaffenburg. Den Osten nimmt der Landkreis Miltenberg mit Sitz in Miltenberg ein, den Südosten der Neckar-Odenwald-Kreis mit Sitz in Mosbach und den Süden und Südwesten schließlich der Rhein-Neckar-Kreis mit Verwaltungssitz in Heidelberg. Auch der Stadtkreis Heidelberg gehört teilweise zum Odenwald. Einen besonderen Status hat im fernen Osten der Main-Tauber-Kreis mit Sitz in Tauberbischofsheim. Die dort im Dreieck Wertheim–Freudenberg–Külsheim liegende Wertheimer Hochfläche wird zwar naturräumlich als Teil des Spessart definiert, jedoch landläufig dem Odenwald zugerechnet, da sie links und südlich des Mains liegt. Nur in dieser landläufigen Auffassung hat der Main-Tauber-Kreis Anteil am Odenwald.

### Naturräumliche Gliederung
Der Odenwald bildet in geologischer und geomorphologischer Hinsicht zusammen mit dem Spessart sowie mit den von diesem noch einmal durch Talungen getrennten Landschaften Büdinger Wald und Südrhön eine Einheit, die naturräumlich als Großregion 3. Ordnung 14 (Kennziffer nach Nummerierung des BfN: D55) Odenwald, Spessart und Südrhön zusammengefasst wird. Der Odenwald als links des Mains gelegener Teil dieser Großlandschaft zerfällt dabei in erster Linie in den Sandstein-Odenwald („Buntsandstein-Odenwald“) und den Vorderen Odenwald („Kristalliner Odenwald“).
Folgende Unter-Naturräume sind ausgewiesen:
- (zu 14) Odenwald
  - (zu 141 Sandstein-Spessart)
    - 141.1 Wertheimer Hochfläche (157 km²;[6] Wannenberg: 481,2 m)

  - 144 Buntsandstein-Odenwald (1797,3 km²)[2]
    - 144.1/2 Kleiner Odenwald (zwei räumlich getrennte Naturräume)
      - 144.1 Westlicher Kleiner Odenwald (Königstuhl: 567,8 m)
      - 144.2 Östlicher Kleiner Odenwald

    - 144.3 Odenwald-Neckartal (Talung des Neckars)
    - 144.4 Lohrbacher Vorstufen
    - 144.5 Winterhauch[7] (Katzenbuckel:[8] 626 m; Hart:[9] 580,8 m)
    - 144.6 Zentraler Sandsteinodenwald (Hinterer Odenwald)[10]
      - 144.60 Südlicher zertalter Sandsteinodenwald[11] (Neckarseitentäler; Stiefelhöhe: 584 m; Salzlackenkopf:[12] 576,1 m; Stillfüssel: 568,4 m)
      - 144.61 Östlicher zertalter Sandsteinodenwald (Mainseitentäler; Hohwald:[13] 552,8 m)
      - 144.62 Beerfelder Platte (Krähberg: 554,9 m)
      - 144.63 Würzberger Platte (Kohlwald: 560,4 m)
      - 144.64 Sellplatte (Felgenwald südlich Vielbrunns: 483,9 m)
      - 144.65 Wegscheidekamm (an der Wegscheide; Südgipfel Spessartskopf: 552,3 m)
      - 144.66 Mossausenke (Talung des Mossaubachs und Höhenzug zwischen Mossaubach und Mümling; Geisberg: 441,2 m)
      - 144.67 Eichelsberge (Zellerkopf:[14] 354,6 m)
      - 144.68 Breuberg-Odenwald (nach Burg Breuberg; Alte Höhe: 358,1 m)
      - 144.69 Mümlingtal (Talung der Mümling)

    - 144.7 Mudtal (Talung der Mud mit Nebentälern)
      - 144.70 Oberes Mudtal[15]
      - 144.71 Unteres Mudtal

    - 144.8 Vorland des Hinteren Odenwaldes[16]
    - 144.9 Erfatal[17] (Talung der Erfa)

  - 145 Vorderer Odenwald (591,6 km²)[2]
    - Östlicher und südlicher kristalliner Odenwald,[18] von Südsüdwest nach Nordnordost
      - 145.1 Eichelberg-Odenwald (südlichster Teil des kristallinen Odenwaldes; Eichelberg: 524,9 m)
      - 145.4 Tromm-Odenwald (Ostrand des kristallinen Odenwaldes an der Nahtstelle zum Sandsteinodenwald; Hardberg: 593,1 m; Tromm: 576,8 m)
      - 145.9 Böllstein-Odenwald (nordöstliche Verlängerung des Tromm-Odenwaldes; Heidelberg: 443,1 m)

    - Weschnitz-Gersprenz-Senke,[18] von Südsüdwest nach Nordnordost
      - 145.3 Weschnitztal (siehe Weschnitz)
      - 145.8 Gersprenztal (Talung des Oberlaufs der Gersprenz)

    - Nordwestlicher Odenwald[18]
      - 145.0 Melibokus-Odenwald
        - 145.00 Melibokusmassiv (Melibokus: 517,4 m)
        - 145.01 Frankensteinmassiv (Langenberg: ca. 430 m)
        - 145.02 Hochstädter Senke (quer zu den Flusstälern in Nord-Süd-Richtung verlaufend, östlich 145.00/01)
        - 145.03 Felsbergmassiv (Felsberg: 514 m)
        - 145.04 Neutscher Rücken[19] (an der Neutscher Höhe; bis um 400 m)
        - 145.05 Lautertal (Talung der Lauter; südliches Randtal des Melibokus-Odenwaldes)
        - 145.06 Oberes Modautal (Talung der Modau; östliches Randtal des Melibokus-Odenwaldes)
        - 145.07 Unteres Modautal („Mühltal“; nördlicher Gebirgsrand)
        - 145.08 Trautheimer Wald (Kirchberg): (280,9 m)
        - 145.09 Darmstadt-Bessunger Rücken (nördlicher Sporn des Trautheimer Waldes in Darmstadt)

      - 145.2 Juhöhe-Odenwald (am Pass Juhöhe: 371 m; Steinkopf: 402,1 m)
      - 145.5 Krehberg-Odenwald (Krehberg: 575,7 m)
      - 145.6 Neunkircher-Höh-Odenwald (Neunkircher Höhe: 605 m)
      - 145.7 Lichtenberger Höhen (Altscheuer: 376,2 m)

Die ineinander übergehenden Talungen von Weschnitz (145.3) und Gersprenz (145.8) trennen, innerhalb des kristallinen Odenwaldes, einen orographischen Nordwestteil des Mittelgebirges ab, der orographisch noch einmal in 3 größere Segmente und ein kleines zerfällt. Der eigentliche Melibokus-Odenwald (145.00–04) im Nordwesten ist durch die Talungen von Lauter (145.05) und Mud (145.06/07) vom Hauptteil getrennt; im äußersten westlichen Norden trennt das Mühltal (145.07) noch einmal den nur wenig Fläche einnehmenden Trautheimer Wald nebst Ausläufern (145.08/09) ab. Auch der Juhöhe-Odenwald (145.2) ist innerhalb des nordwestlichen Odenwaldes durch eine Senke, die vom Heppenheimer Stadtbach nach Osten in Nebentäler der Weschnitz übergeht, orographisch als Südteil abgetrennt.
Jenseits der Weschnitz-Gersprenz-Senke gehen Eichelberg- (145.1), Tromm- (145.4) und Böllsteiner (145.9) Odenwald ohne nennenswerte Höhenunterschiede in den Sandstein-Odenwald über.
Das Buntsandsteingebiet südlich des Mains wird im äußersten Süden durch die Talung des Neckars (144.3) geteilt, die den Kleinen Odenwald (144.1/2) abtrennt; im Nordosten trennt die Talung der Erfa (144.9) einen kleinen Nordostteil, die Wertheimer Hochfläche (141.1), ab, die bereits dem Sandsteinspessart zugerechnet wird.

#### Sandstein-Odenwald
Der Sandstein-Odenwald trägt über dem variskischen Grundgebirge noch die sedimentäre Bedeckung aus der Buntsandstein-Zeit. Dieser Teil des Gebirges ist sehr stark zertalt, die häufigen länglichen Höhenrücken zeigen die „Sargdeckel-Form“. Der Odenwälder Sandstein wird in Steinbrüchen bei Beerfelden, bei Gras-Ellenbach und bei Hebstahl im Sensbachtal abgebaut.

#### Kristalliner Odenwald
Im westlichen Teil des Odenwalds hat die Abtragung den kristallinen Grundgebirgsstock bereits freigelegt, verursacht durch die stärkere tektonische Hebung am Ostrand des Oberrheingrabens. Hier tritt eine große Vielfalt an Gesteinen auf: Metamorphe Gesteine, überwiegend in Form von Gneisen, sind genauso vertreten wie Plutonite (Granit, Diorit und Gabbro) oder Gesteine vulkanischer Herkunft, wie Rhyolith („Quarzporphyr“) oder Basalt.

### Berge

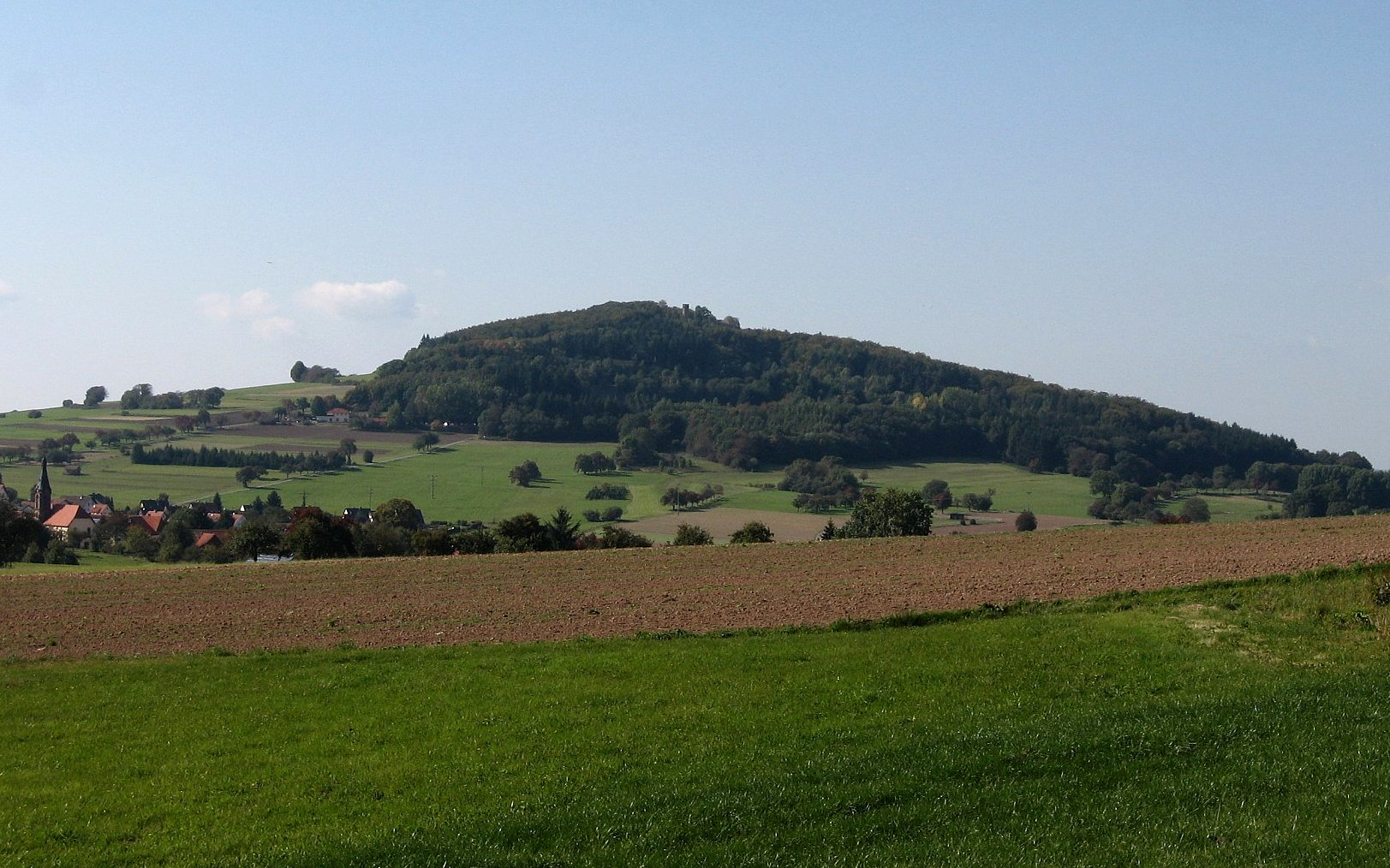
Der Katzenbuckel ist mit 626,8 m der höchste Berg des Odenwaldes

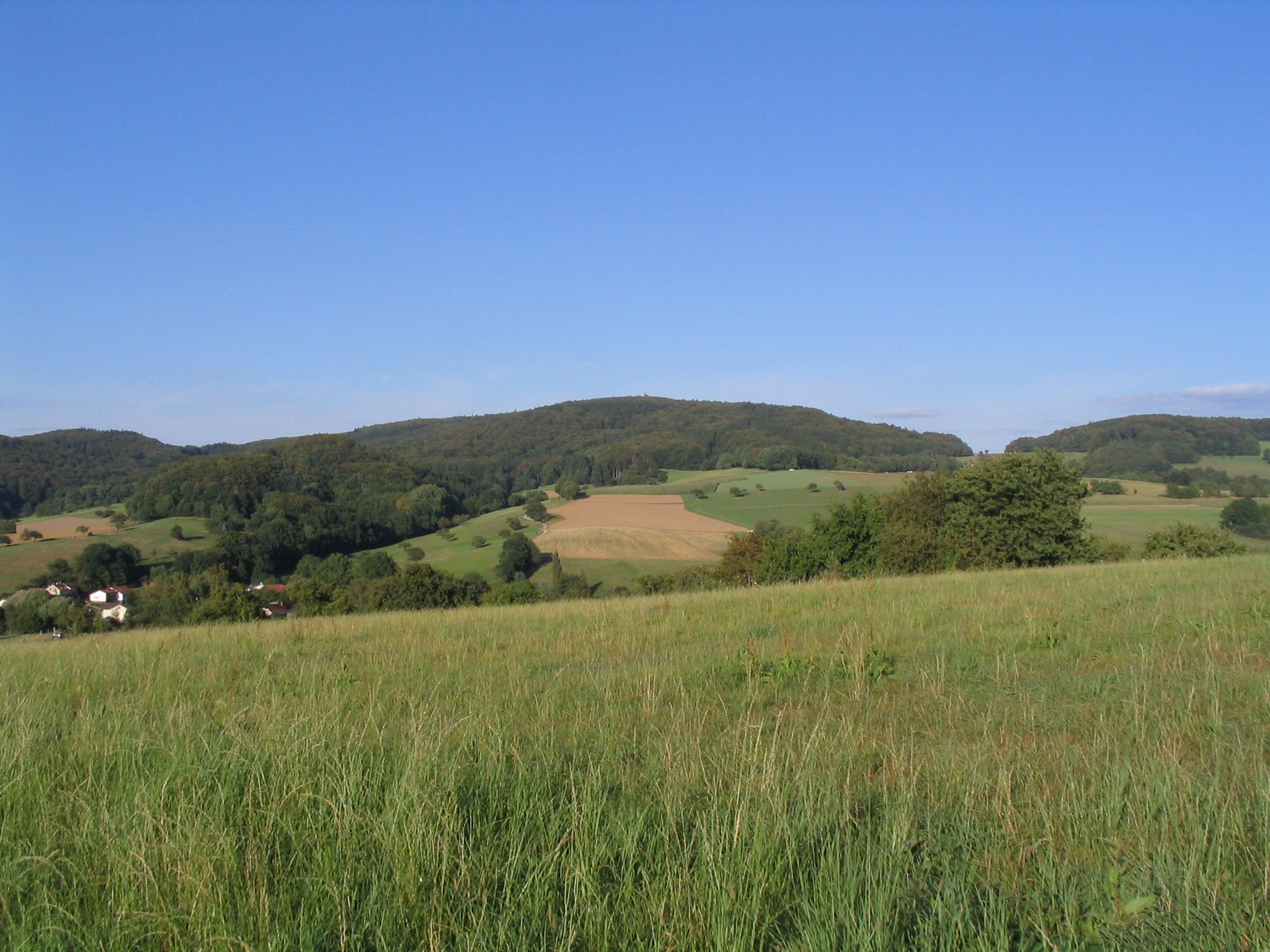
Der zweithöchste Berg des Odenwaldes, die Neunkircher Höhe im Vorderen Odenwald

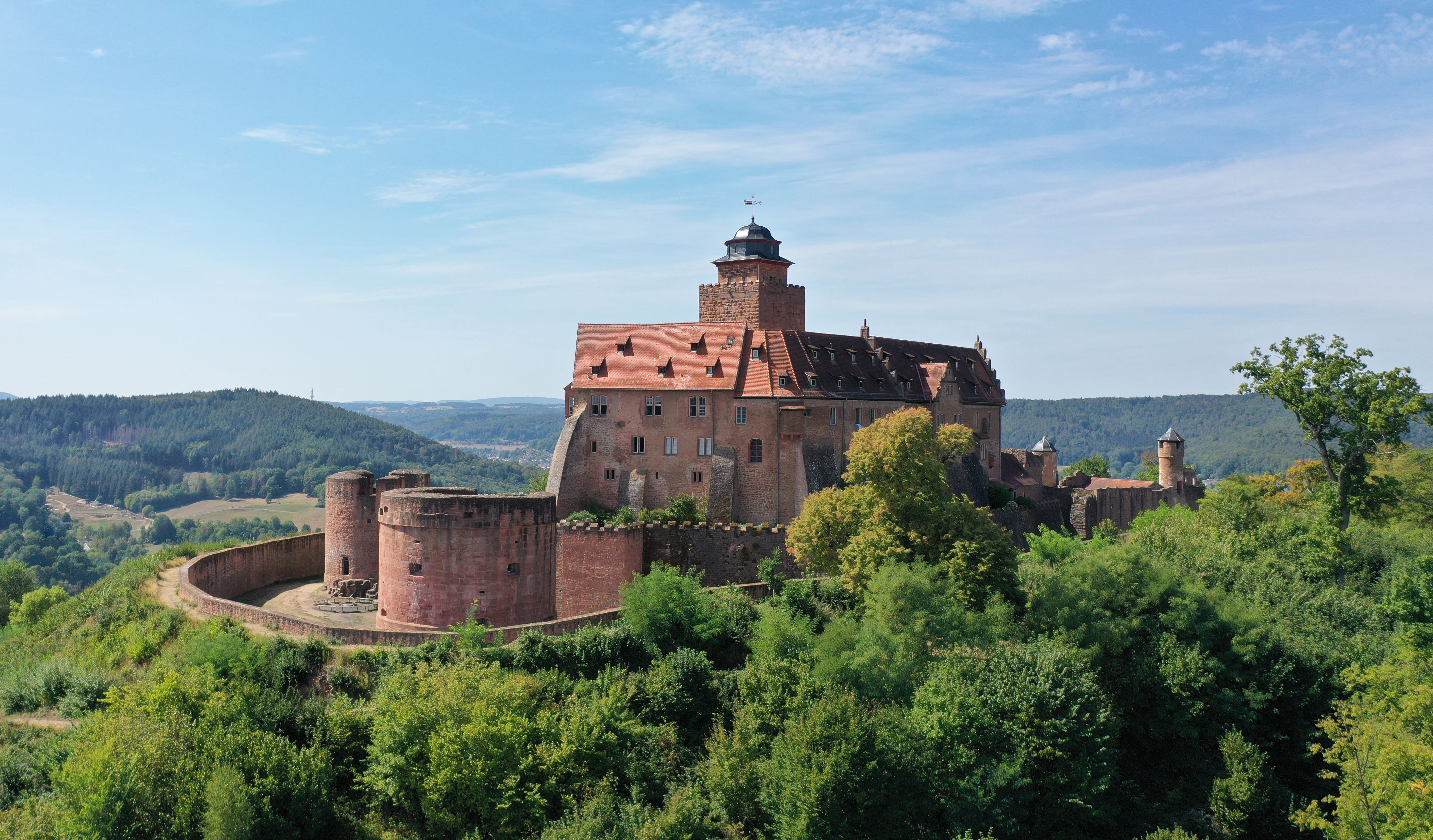
Der Breuberg mit der gleichnamigen Höhenburg Burg Breuberg bei Neustadt

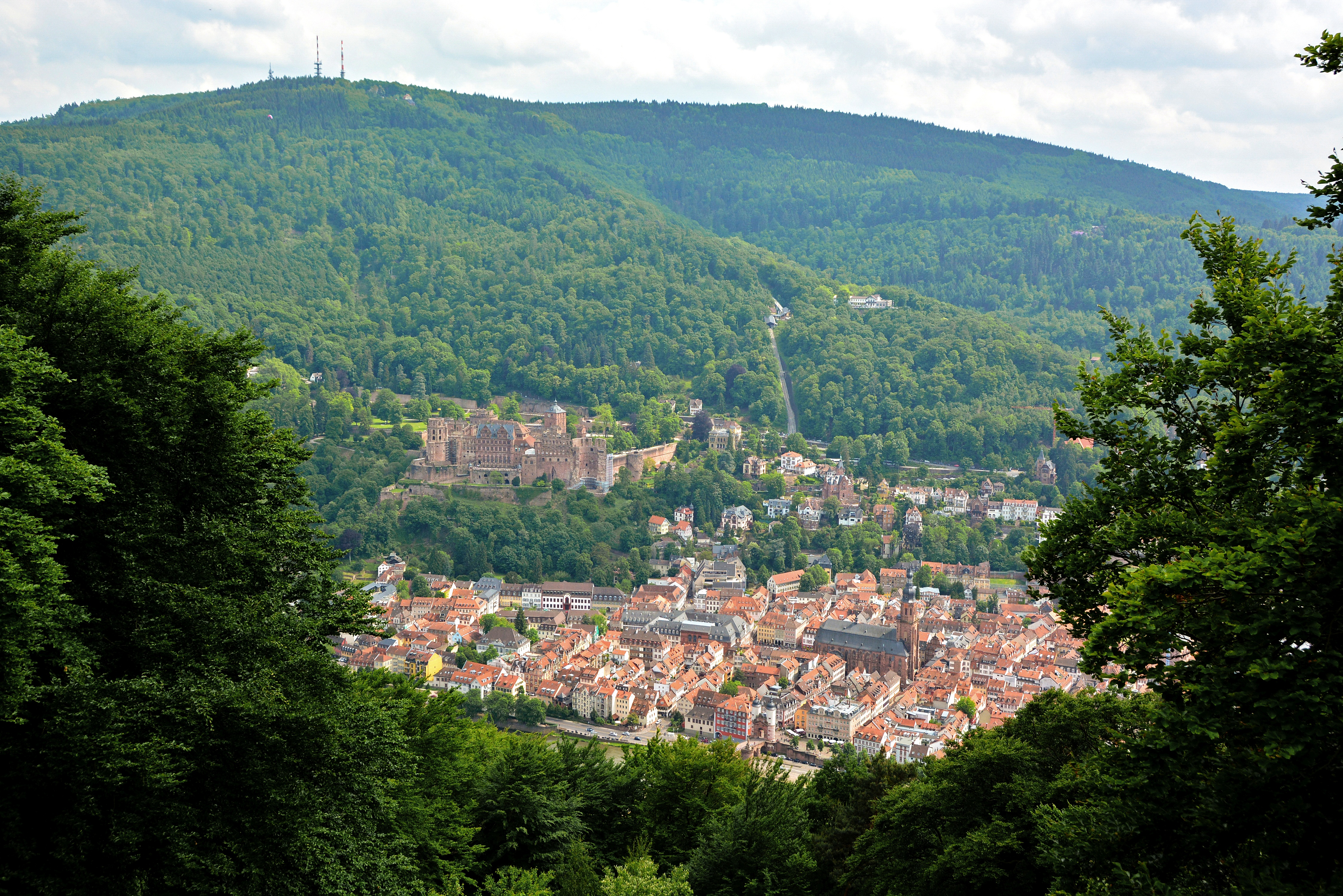
Königstuhl bei Heidelberg

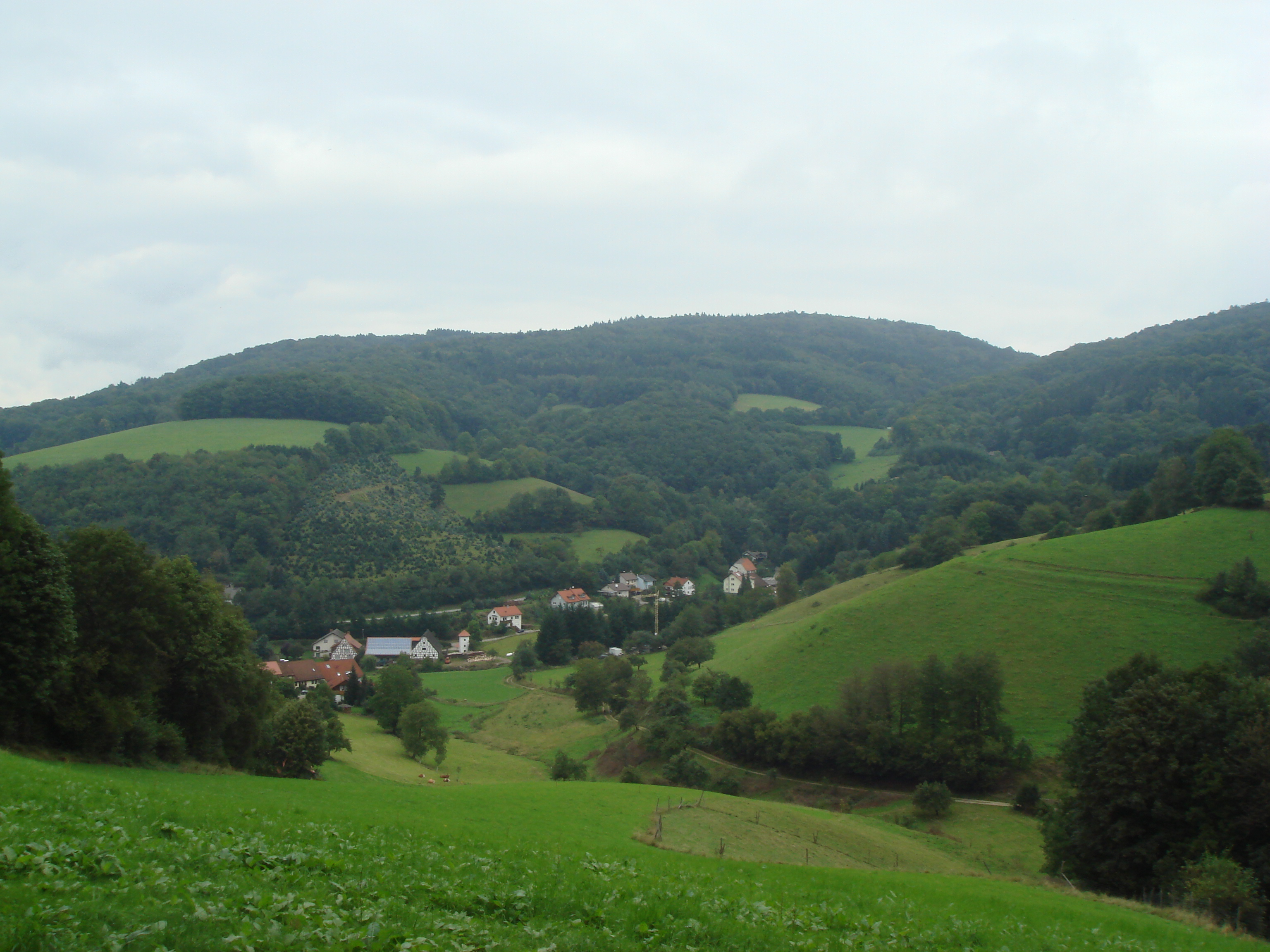
Waldskopf in Löhrbach

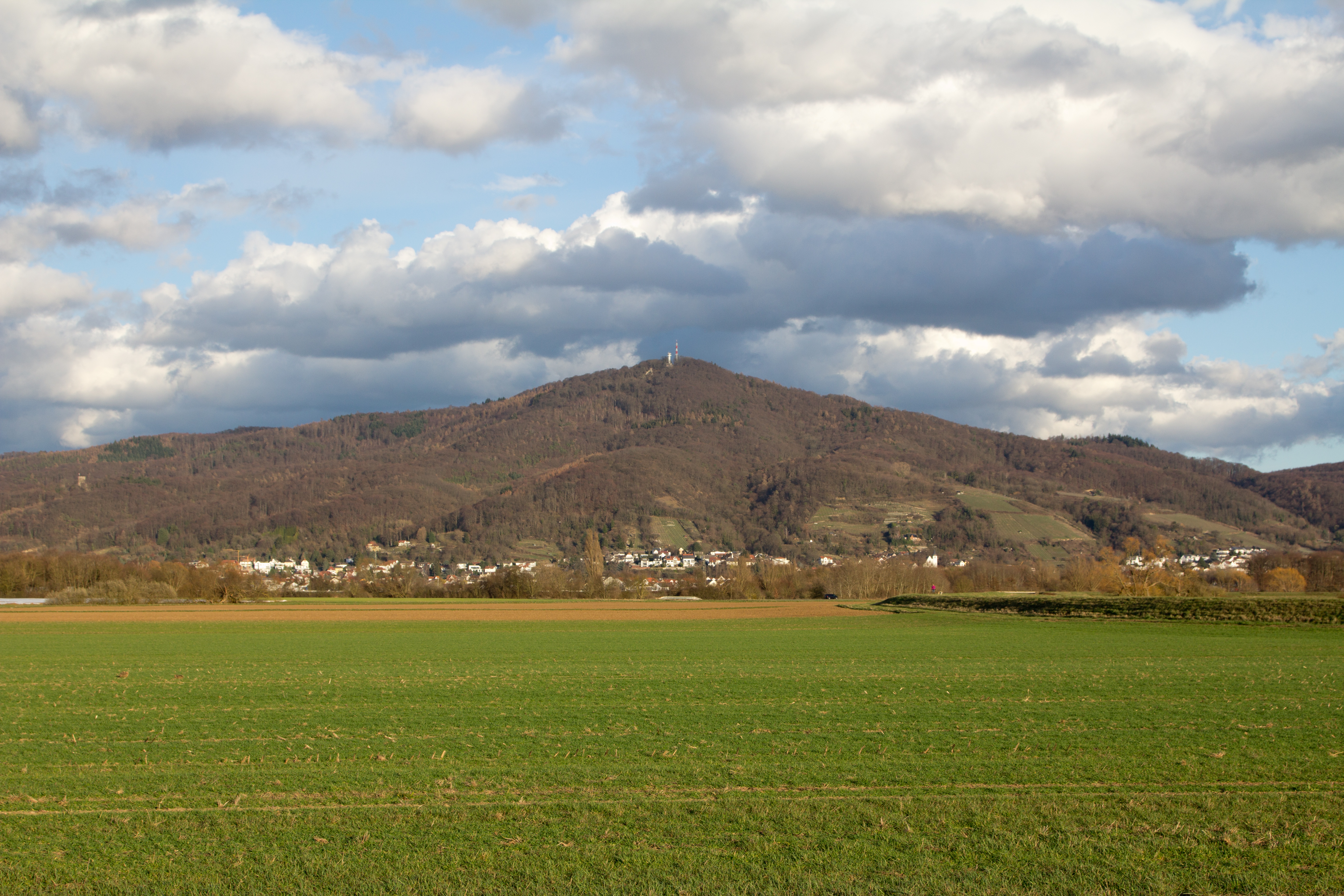
Melibokus bei Zwingenberg

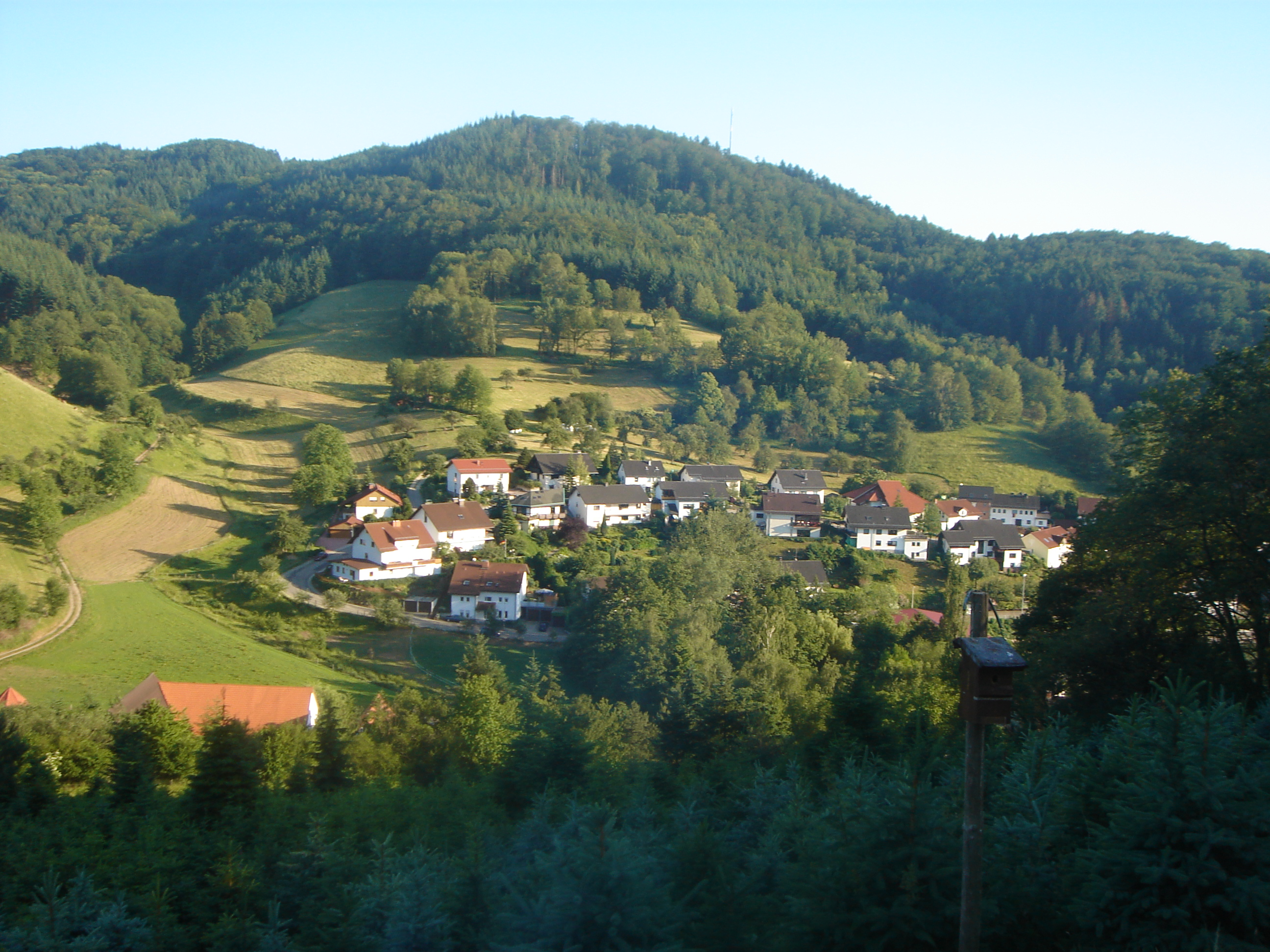
Daumberg im Gorxheimertal

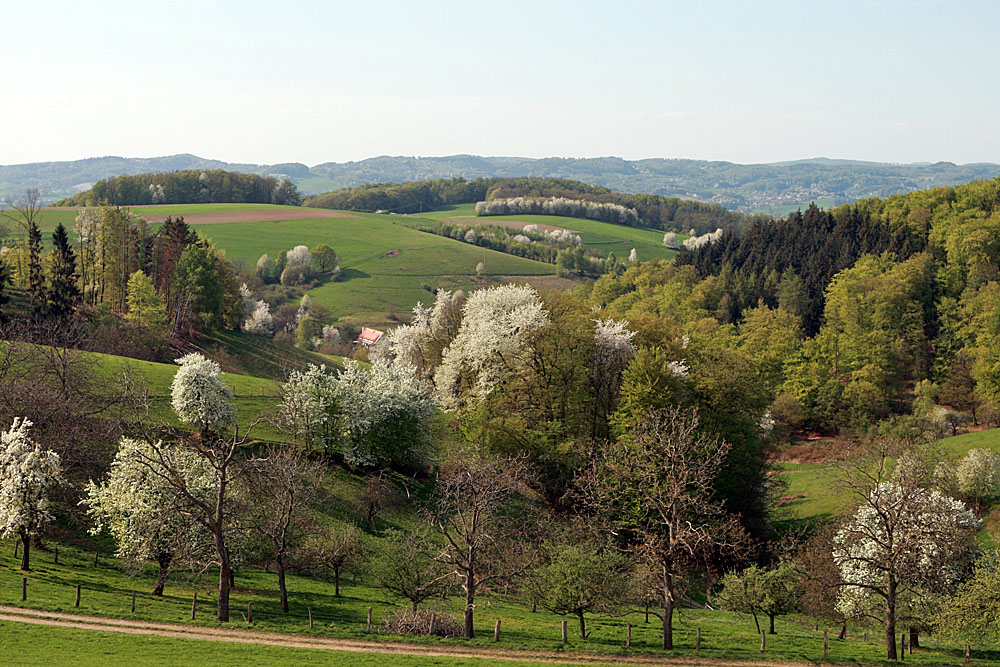
Typische Landschaft im Odenwald

Zu den Bergen des Odenwaldes gehören – sortiert nach Höhe in Meter (m) über Normalhöhennull (NHN; wenn nicht anders genannt laut ):
Über 600 m:
- Katzenbuckel (626,8 m; Aussichtsturm), Waldkatzenbach, Neckar-Odenwald-Kreis, Baden-Württemberg
- Neunkircher Höhe (605,0 m; Kaiserturm (AT)), Landkreis Bergstraße, Hessen

Über 500 m:
- Hardberg (593,1 m; Sender Hardberg), Unter-Abtsteinach und Siedelsbrunn, Landkreis Bergstraße, Hessen
- Stiefelhöhe (587,4 m), Heiligkreuzsteinach, Rhein-Neckar-Kreis, Baden-Württemberg und Unter-Abtsteinach, Landkreis Bergstraße, Hessen
- Markgrafenwald (584,5 m) Mülben, Neckar-Odenwald-Kreis, Baden-Württemberg
- Hart (580,8 m; Fernmeldeturm Reisenbach), Mudau-Reisenbach, Neckar-Odenwaldkreis, Baden-Württemberg
- Salzlackenkopf (577,7 m), Mudau-Reisenbach, Neckar-Odenwaldkreis, Baden-Württemberg
- Tromm (576,8 m; Trommturm (AT)), Kocherbach, Landkreis Bergstraße, Hessen
- Krehberg (575,7 m; Sendeturm Krehberg), Seidenbuch, Landkreis Bergstraße, Hessen
- Königstuhl (570,3 m; Sternwarte, Max-Planck-Institut für Astronomie, Standseilbahn), Stadt Heidelberg, Baden-Württemberg
- Stillfüssel (568,4 m), Unter-Schönmattenwag, Landkreis Bergstraße, Hessen
- Reisenberg (567,8 m), Mudau-Reisenbach, Neckar-Odenwald-Kreis, Baden-Württemberg
- Dickbuckel (564,0 m), Oberscheidental, Neckar-Odenwaldkreis, Baden-Württemberg
- Kohlwald (560,4 m), Bullau, Odenwaldkreis, Hessen
- Sensbacher Höhe (557,8 m), Ober-Sensbach, Odenwaldkreis, Hessen
- Krähberg (554,9 m), Ober-Sensbach, Odenwaldkreis, Hessen
- Gickelsberg (554,0 m), Unter-Sensbach, Odenwaldkreis, Hessen
- Kinzert (553,3 m), Schloßau, Neckar-Odenwald-Kreis, Baden-Württemberg
- Hohwald (552,8 m), Schloßau, Neckar-Odenwald-Kreis, Baden-Württemberg
- Schildenberg (552,3 m), Kailbach, Odenwaldkreis, Hessen
- Spessartskopf (552,3 m), Gras-Ellenbach, Landkreis Bergstraße, Hessen
- Hohe Warte (551,3 m), Eberbach, Rhein-Neckar-Kreis, Baden-Württemberg
- Weißer Stein (548,9 m; Weisser-Stein Turm (AT), Fernmeldeturm), Dossenheim, Rhein-Neckar-Kreis, Baden-Württemberg
- Hohe Langhälde (548,3 m), Hesselbach, Odenwaldkreis, Hessen
- Der Kolli (548,0 m), (Dreiländereck von Bayern, Baden-Württemberg und Hessen): Markt Kirchzell, Landkreis Miltenberg (Bergspitze und Hauptteil), Mudau-Mörschenhardt, Neckar-Odenwald-Kreis (südlicher Teil) und Oberzent, Odenwaldkreis, Hessen (westlicher Teil)
- Falkenberg (546,1 m), Unter-Sensbach, Hessen
- Raupenstein (545,3 m), Winterkasten, Landkreis Bergstraße, Hessen
- Roter Buckel (540,2 m), Würzberg, Michelstadt, Odenwaldkreis, Hessen, unweit nordwestlich davon beim Friedhof der namenlose höchste Punkt der Gemarkung mit 544,0 m.
- Dossenheimer Kopf (539,0 m), Heidelberg-Peterstal, Rhein-Neckar-Kreis, Baden-Württemberg
- Meisenberg (538,4 m), Aschbach, Landkreis Bergstraße, Hessen
- Waldskopf (538,0 m), Löhrbach, Landkreis Bergstraße, Hessen
- Knörschhügel (536 m), Knoden, Landkreis Bergstraße, Hessen
- Wagenberg (535,7 m), Fürth und Hammelbach, Landkreis Bergstraße, Hessen
- Das Buch (535,3 m), Lindenfels, Landkreis Bergstraße, Hessen
- Kesselberg (531,1 m), Ober-Hambach, Landkreis Bergstraße, Hessen
- Hohberg (531 m), Unter-Abtsteinach, Landkreis Bergstraße, Hessen
- Schriesheimer Kopf (529,2 m; Teltschikturm (AT)), Wilhelmsfeld, Rhein-Neckar-Kreis, Baden-Württemberg
- Kleiner Meisenberg (527,8 m), Affolterbach, Landkreis Bergstraße, Hessen
- Eichelberg (525,3 m; Eichelbergturm (AT)), Weinheim-Oberflockenbach, Rhein-Neckar-Kreis, Baden-Württemberg
- Kohlich (ca. 525 m), Breitenbuch, Bayern
- Hirschberg (ca. 523 m), Eberbach, Rhein-Neckar-Kreis, Baden-Württemberg
- Götzenstein (521,9 m), Löhrbach, Landkreis Bergstraße, Hessen
- Kahlberg (520,6 m), Fürther Zentwald, Landkreis Bergstraße, Hessen
- Hebert (518,8 m), Eberbach, Rhein-Neckar-Kreis, Baden-Württemberg
- Elseberg (518,0 m), Hetzbach, Oberzent, Odenwaldkreis, Hessen
- Melibokus (Malschen) (517,4 m; Aussichtsturm), Zwingenberg, Landkreis Bergstraße, Hessen
- Morsberg (516,7 m), Kirch-Beerfurth, Odenwaldkreis, Hessen
- Felsberg (514,0 m; Ohlyturm (AT), Felsenmeer Lautertal), Reichenbach, Landkreis Bergstraße, Hessen
- Knodener Kopf (511,2 m), Knoden, Landkreis Bergstraße, Hessen
- Schnuppenberg (506,9 m), Unter-Sensbach, Odenwaldkreis, Hessen
- Kisselbusch (502 m), Löhrbach, Landkreis Bergstraße, Hessen
- Lärmfeuer (501,7 m), Ober-Mossau, Odenwaldkreis, Hessen

Über 400 m:
- Emichskopf (500,0 m), Boxbrunn, Landkreis Miltenberg, Bayern
- Rimdidim (498,5 m), Fischbachtal, Landkreis Darmstadt-Dieburg, Hessen
- Kleiner Knöschen (Zigeunerdelle; 497,3 m),[20] Olfen, Odenwaldkreis, Hessen
- Hoher Nistler (496,1 m), Stadt Heidelberg, Baden-Württemberg
- Eselskopf (495,0 m), Unter-Mossau, Mossautal, Odenwaldkreis, Hessen
- Welchel (492,1 m),[20] Rothenberg, Odenwaldkreis, Hessen
- Roter Sol (488 m), Eberbach, Rhein-Neckar-Kreis, Baden-Württemberg
- Auerhahnenkopf (486 m), Stadt Heidelberg, Baden-Württemberg
- Dachsberg (Mossautal) (481,8 m), Hiltersklingen, Mossautal, Odenwaldkreis, Hessen
- Wannenberg (481,2 m), Bürgstadt, Landkreis Miltenberg, Bayern
- Schenkenberg (ca. 480 m), Lindenfels, Landkreis Bergstraße, Hessen
- Sauersbuckel (475 m) Hebstahl, Odenwaldkreis, Hessen
- Hartenbühl (473,0 m), Dossenheim/Schriesheim, Rhein-Neckar-Kreis, Baden-Württemberg
- Schindbuckel (ca. 473,0 m), Oberzent, Odenwaldkreis, Hessen
- Sensberg (472 m), Unter-Sensbach, Odenwaldkreis, Hessen
- Lammertskopf (469 m), Neckargemünd, Rhein-Neckar-Kreis, Baden-Württemberg
- Matzenberg (467 m), Eberbach, Rhein-Neckar-Kreis, Baden-Württemberg
- Daumberg (462 m),[21] Gorxheimertal-Trösel, Landkreis Bergstraße, Hessen
- Hohe Waid (458,3 m), Schriesheim und Leutershausen, Rhein-Neckar-Kreis, Baden-Württemberg
- Steinkopf (451,0 m), Fischbachtal, Landkreis Darmstadt-Dieburg, Hessen
- Ölberg (449,3 m), Schriesheim, Rhein-Neckar-Kreis, Baden-Württemberg
- Hoher Darsberg (445,0 m), Neckarsteinach, Landkreis Bergstraße, Hessen
- Heiligenberg (439,1 m), Stadt Heidelberg, Baden-Württemberg
- Langenberg (ca. 430 m) mit Südkuppe (421,6 m), zwischen Mühltal und Seeheim-Jugenheim, Landkreis Darmstadt-Dieburg, Hessen
- Ilbes-Berg (419,7 m; Magnetsteine; auf dem Nordausläufer Schloßberg (ca. 370 m) mit Burg Frankenstein), Nieder-Beerbach, Landkreis Darmstadt-Dieburg, Hessen
- Hahlkopf (416,0 m), Fischbachtal, Landkreis Darmstadt-Dieburg, Hessen
- Ochsenkopf (415,0 m; Aussichtsturm), Neckarsteinach, Landkreis Bergstrasse, Hessen
- Allertshofer Tanne (405,0 m), südlich des Gebirgspasses Neutscher Höhe (360 m), Landkreis Darmstadt-Dieburg, Hessen
- Knorz (404,5 m), Lautern, Landkreis Bergstraße, Hessen
- Wüstebuckel (402,0 m), Unter-Sensbach, Odenwaldkreis, Hessen

Über 300 m:
- Schreckskopf (394,9 m), Fischbachtal, Landkreis Darmstadt-Dieburg, Hessen
- Imberg (395 m), Eberbach, Rhein-Neckar-Kreis, Baden-Württemberg
- Itterberg (390 m), Eberbach, Rhein-Neckar-Kreis, Baden-Württemberg
- Spitzer Stein (380,3 m), Fischbachtal, Landkreis Darmstadt-Dieburg, Hessen
- Haagbuckel (379 m), Unter-Sensbach, Odenwaldkreis, Hessen
- Scheuerberg (378 m), Eberbach, Rhein-Neckar-Kreis, Baden-Württemberg
- Altscheuer (376,2 m), Fischbachtal, Landkreis Darmstadt-Dieburg, Hessen
- Gaisberg (375,7 m; Gaisbergturm (AT)), Stadt Heidelberg, Baden-Württemberg
- Darsberg (373,9 m), Jugenheim, Landkreis Darmstadt-Dieburg, Hessen
- Otzberg (367,9 m; Veste Otzberg), Hering, Landkreis Darmstadt-Dieburg, Hessen
- Tannenkopf (364 m), Eberbach, Rhein-Neckar-Kreis, Baden-Württemberg
- Wendenkopf (359,6 m), Schriesheim, Rhein-Neckar-Kreis, Baden-Württemberg
- Auerberg (345,9 m; Schloss Auerbach), Auerbach, Landkreis Bergstraße, Hessen
- Hirschkopf (345,7 m; Hirschkopfturm (AT), Sender Weinheim), Weinheim, Rhein-Neckar-Kreis, Baden-Württemberg
- Goldkopf (323,3 m), Weinheim, Rhein-Neckar-Kreis, Baden-Württemberg
- Schollerbuckel (318 m), Eberbach, Rhein-Neckar-Kreis, Baden-Württemberg
- Reichenberg (311,9 m; Schloss Reichenberg (Odenwald)), Reichelsheim, Odenwaldkreis, Hessen
- Breuberg (ca. 306 m; Burg Breuberg), Breuberg, Odenwaldkreis, Hessen
- Gotthardsberg (304 m), Amorbach, Landkreis Miltenberg, Bayern

### Panorama

Aussicht vom Aussichtsturm auf dem Katzenbuckel über den Odenwald

### Gewässer

#### Fließgewässer
Im Odenwald entspringen zahlreiche Fließgewässer, davon sind die längsten:

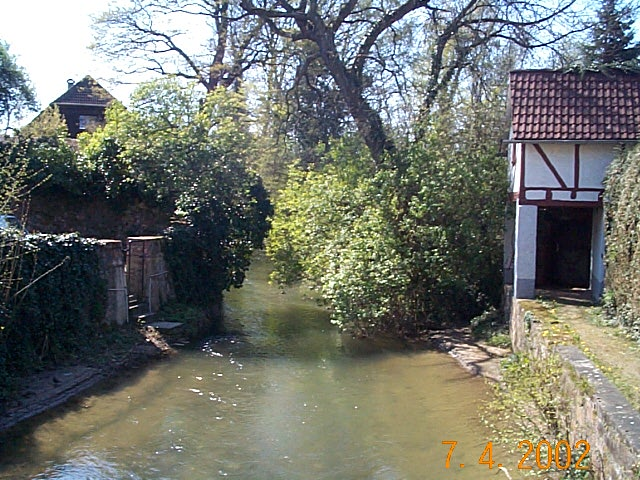
Gersprenz in Dieburg

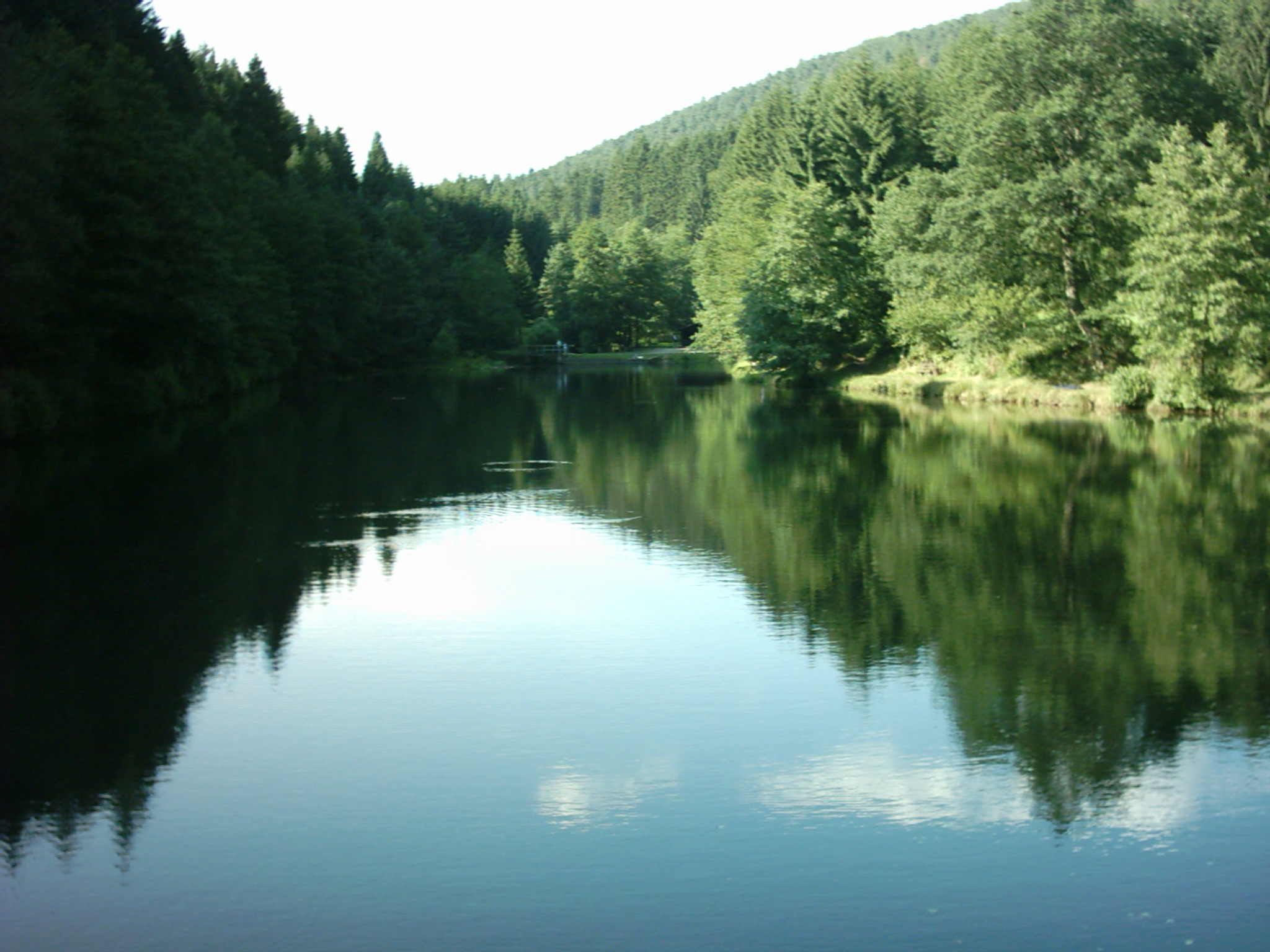
Der Eutersee bei Oberzent-Schöllenbach

- Weschnitz (60 km), Zufluss des Rheins, beim Kernkraftwerk Biblis
- Gersprenz (51 km), Zufluss des Mains, bei Stockstadt am Main
- Mümling (50 km), Zufluss des Mains, bei Obernburg am Main
- Lauter (43 km), Zufluss des Rheins, bei Gernsheim
- Modau (42 km), Zufluss des Rheins, am Rand der Kühkopf-Knoblochsaue bei Stockstadt am Rhein
- Erf (40 km), Zufluss des Mains, bei Bürgstadt
- Elz (Elzbach) (34 km), Zufluss des Neckars, bei Neckarelz
- Mud (24 km), Zufluss des Mains, in Miltenberg
- Morre (22,2 km)
- Steinach (22 km), Zufluss des Neckars, bei Neckarsteinach
- Itter (Itterbach) (21,2 km), Zufluss des Neckars, der in Eberbach mündet und dessen Hauptoberlauf durch den Eutersee fließt
- Finkenbach (20,5 km), Zusammenfluss in Hirschhorn mit dem Ulfenbach zum Laxbach, einem kurzen Zufluss des Neckars dort
- Ulfenbach (19,1 km), Zusammenfluss in Hirschhorn mit dem Finkenbach zum Laxbach, einem kurzen Zufluss des Neckars dort
- Trienzbach (ca. 16 km), Zufluss der Elz, entspringt zwischen Langenelz und Scheidental, fließt durch Trienz nach Dallau
- Gammelsbach (15 km), Zufluss des Neckars, fließt von Beerfelden durch Gammelsbach nach Eberbach
- Welzbach (14,2 km), Zufluss des Mains, fließt von seiner Quelle bei Radheim durch den Bachgau nach Leider
- Meerbach (13 km), Zufluss der Weschnitz, bei Lorsch
- Grundelbach (10 km), Zufluss der Weschnitz, fließt von Trösel nach Weinheim
- Mutterbach (7,7 km), Zufluss des Mains, bei Wörth am Main

#### Stillgewässer
Zu den wenigen Stillgewässern im Odenwald gehören (mit Wasserflächen in ha):
- Marbach-Stausee (49 bis 22 ha), am Marbach, nahe Ebersberg
- Großer See und Kleiner See (3,3 bzw. 1,1 ha), im Kurpark in Bad König
- Eutersee (0,9 ha), am Euterbach, bei Schöllenbach

## Geologie

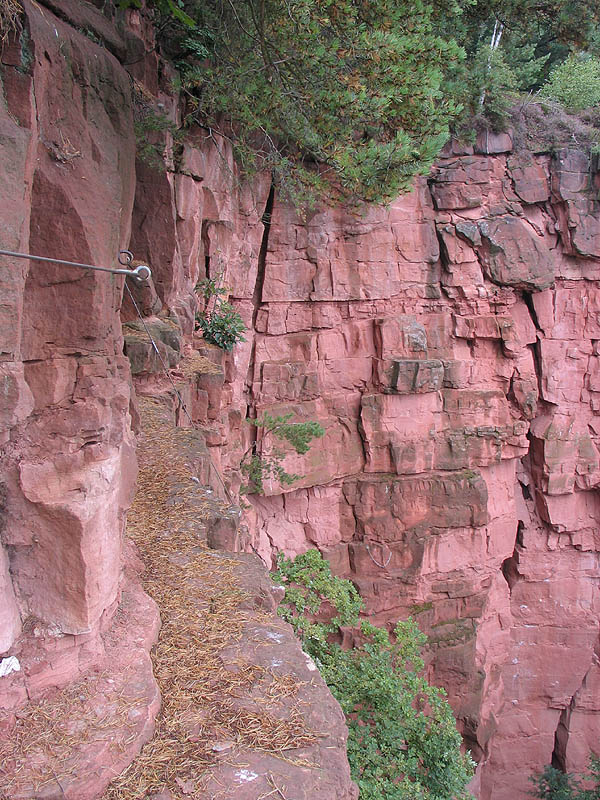
Klettersteig in einem Steinbruch bei Breuberg-Hainstadt

Der Odenwald wird mineralogisch in den westlichen kristallinen Odenwald und den östlichen Buntsandstein-Odenwald gegliedert, der vorwiegend aus Sedimentgestein besteht. Insgesamt wird die geologische Geschichte des Odenwaldes in drei Hauptabschnitte unterteilt:
1. Variszisches Gebirge: Vor etwa 380 bis 320 Millionen Jahren, im Devon und Karbon, schoben sich verschiedene Zwergkontinente zusammen und falteten das Variszische Gebirge auf. Die meisten Gesteine des westlichen kristallinen Odenwaldes entstanden in dieser Zeit bzw. sind umgeschmolzene Altbestände.
2. Sedimentation: Das Gebirge wurde bis zu einem welligen Rumpf abgetragen. Auf dieser zeitweise vom Ozean überfluteten und von Vulkanausbrüchen aufgerissenen Fläche lagerten sich dann vor etwa 260–65 Millionen Jahren – vor allem im Mesozoikum – mächtige Kalk- und Sandschichten, u. a. die Buntsandsteine des östlichen Odenwalds, ab.
3. Heutiges Landschaftsbild: Vor etwa 45 Millionen Jahren begann mit der Absenkung des Oberrheingrabens im Tertiär die Entwicklung des heutigen Landschaftsbildes. Flüsse schnitten sich tief in die Gesteine ein und transportierten den Verwitterungsschutt ab. So wurde im Westen der kristalline Gebirgssockel freigelegt, im Osten blieben Teile der Buntsandsteinformation erhalten.

### Variszisches Gebirge

#### Gebirgsbildung als Folge der Kontinentalverschiebung
Zusammensetzung sowie Genese des kristallinen Gebirges sind recht kompliziert, seine geologische Karte ähnelt einem Flickenteppich. Als Teil der Mitteldeutschen Kristallinen Zone (MDKZ), die sich in einem Bogen bis zum Thüringer-Wald erstreckt, entstanden im Erdaltertum (Paläozoikum) zum einen die Granitoide zum anderen Hochdruckgesteine wie Eklogite (im Karbon), beide repräsentieren „recycelte“ Kruste. Größen und Verteilung der Kontinente unterschieden sich damals sehr vom heutigen Zustand: „Mitteleuropa“ lag in einem Ozean-Gebiet südlich des Äquators und bestand aus kleinen Kontinenten. Durch die Kontinentalverschiebung driftete ein Südkontinent auf einen Nordkontinent zu. Deshalb kollidierten die dazwischen liegenden „mitteleuropäischen“ Zwerg-Kontinente, und in der Devon- und Karbon-Zeit erhob sich auf und zwischen ihnen das Variszische Gebirge, zu dem auch der Odenwald zählt. In der Forschung wird für die MDKZ ein Inselbogen-Szenarium mit Gebirgsbildung als Folge einer Subduktionszone diskutiert, wie sie heute in der ostasiatischen Pazifikküstenregion besteht. Danach wurden zuerst die alten Gesteine tief in die Erdkruste versenkt (Subduktion) und in etwa 15 Kilometer Tiefe im oberen Erdmantel aufgeschmolzen, dann zusammen mit Magmagesteinen langsam wieder in die Erdkruste hochgedrückt, wo sie im Laufe von 60 Millionen Jahren allmählich abkühlten und auskristallisierten.

#### Dreiteilung des kristallinen Odenwaldes

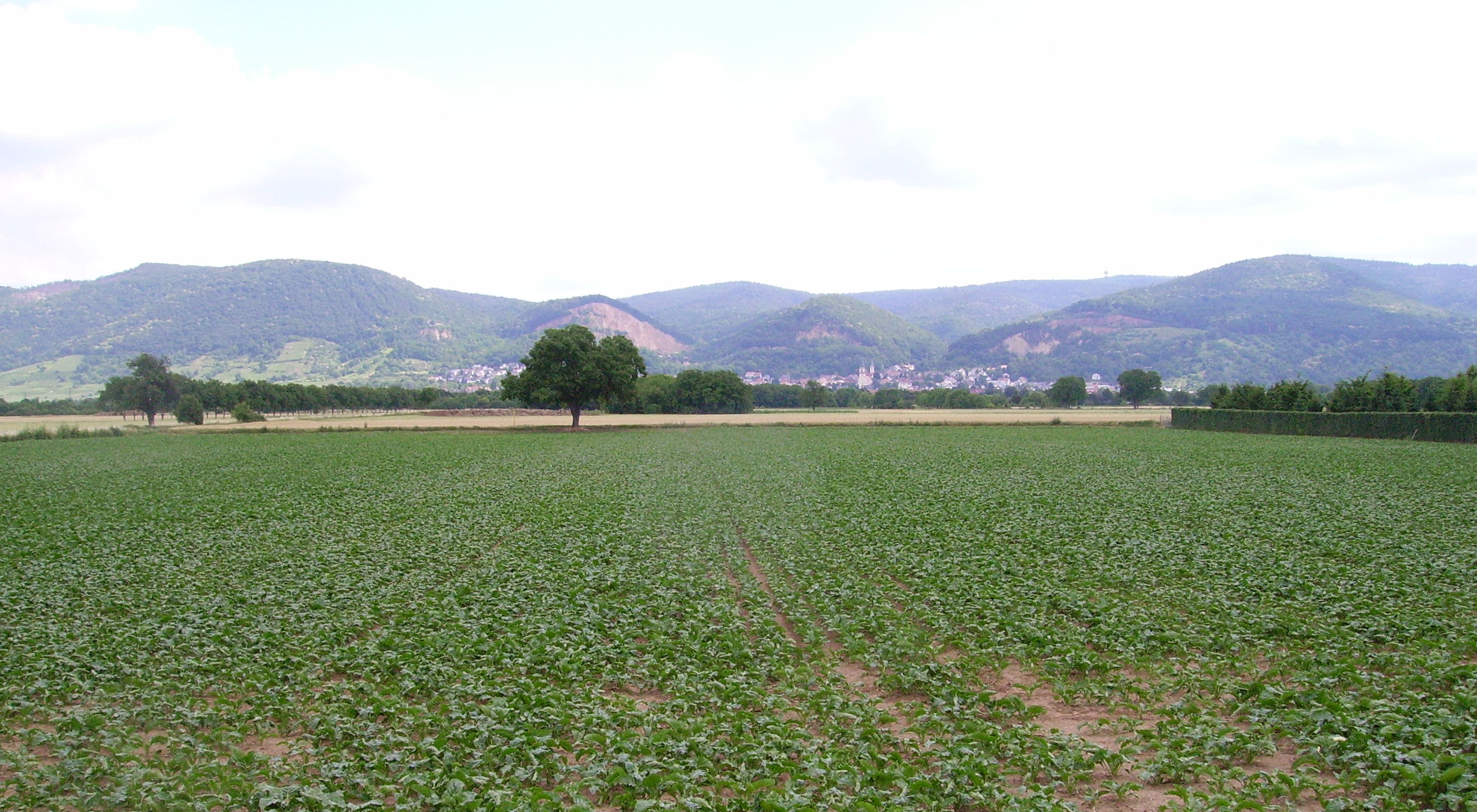
Von der Rheinebene aus weit sichtbar sind die Porphyr(Rhyolith)-Steinbrüche zwischen Schriesheim (links oben am Bildrand) und Dossenheim. Als geologische Fenster geben sie einen Blick frei zurück in die Zeit des Vulkanismus im Rotliegenden

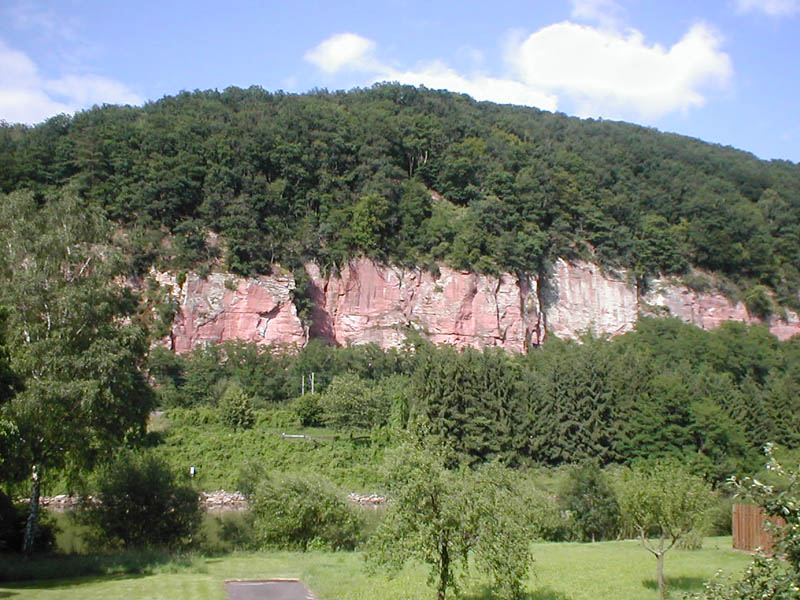
Charakteristische Sandsteinformation bei Eberbach

Die aktuelle Forschung unterteilt den kristallinen Odenwald nach den tektonisch-metamorphotischen Abläufen in drei durch Störungszonen (Strike-slip-Zonen) voneinander getrennte Einheiten:
1. Böllsteiner Odenwald,
2. Frankenstein-Komplex und
3. Bergsträßer Odenwald.

Diese drei Einheiten, die eine gemeinsame Sedimentation haben, wurden im Devon vor etwa 400 bis 375 Millionen Jahren auch unter ähnlichen Temperatur- und Druck-Bedingungen metamorph überprägt. Tektonische Prozesse (Dehnungen) trennten jedoch diese Einheiten, so dass sie sich in ihrem Magmatismus und den durchlaufenen Metamorphosen unabhängig weiterentwickelten.
- Der Böllsteiner Gneis ist aus Granitoiden hervorgegangen, die vor etwa 410 Millionen Jahren als Gesteinsschmelzen von unten in ältere Sedimente eindrangen. Diese wurden infolge der Zusammenschiebungen gemeinsam in tiefere Bereiche der Erdkruste versenkt und dort bei hoher Temperatur und hohem Druck zu Schiefern und Gneisen umgewandelt.
- Der Frankenstein-Komplex ist das älteste magmatische Gestein im westlichen Odenwald. Die Gabbros und Diorite intrudierten im Oberdevon vor etwa 362 Millionen Jahren.[29][30]
- Im Bergsträßer Odenwald, der sich bis Heidelberg erstreckt, sind im Vergleich zum Frankenstein-Gabbro die kristallinen Verbände jünger und räumlich einheitlicher:

1. der Granodiorit des →Weschnitzplutons (Unterkarbon, vor etwa 333 bis 329 Millionen Jahren)
2. der vor etwa 320 Millionen Jahren nachdringende östlich anschließende Trommgranit sowie
3. die mit ihm verwandten Heidelberger Variationen im südlichen Odenwald.

Diese Komplexe stecken zwischen metamorphosierten Altbeständen, z. B. den Schiefern und Gneisen in der →Flasergranitoidzone (von Heppenheim/Bensheim erzgebirgisch in Richtung NE bis zur Otzberg-Störung). Stein interpretiert die Prozesse in diesen Mischgebieten vor allem im südlichen Teil magmatisch. Danach sollen verschiedene Magmakörper in einer kurzen Zeitspanne aufgestiegen sein (nested diapirs); im nördlichen Grenzbereich zum Frankenstein-Massiv vermutet er eine tektonische Überprägung – durch Scherbewegungen der Gesteinsformationen soll es zu Aufschmelzungen (dynamische Kontaktmetamorphose), wechselseitigen Infiltrationen und Überformungen benachbarter Partien gekommen sein, die dann ähnliche kristallin-metamorphe Strukturen ausgebildet haben. Auch zwischen Weinheim und Wald-Michelbach haben sich solche Zonen entwickelt. Der Auerbacher Marmorzug, ein Sonderfall, entstand durch Aufheizung und chemische Reaktion zwischen aneinandergrenzenden Kalk- und Silikatgesteinen. Bei den tektonischen Vorgängen rissen immer wieder Spalten in den Gesteinsmassen auf, in welche u. a. erzhaltige Schmelzen eindrangen, die dort dann zu Ganggesteinen auskristallisierten. Beispiele hierfür sind die Quarz- und Baryt-Gänge bei Reichenbach und Balzenbach. Jüngere aplitartige Granite zertrümmerten ältere Granodiorit- oder Biotitgranitbestände. Im weiteren Verlauf der Plattenbewegungen wurden die durch eine alte Störungszone – die Otzbergspalte – getrennten Böllsteiner Gneise und die Bergsträßer Komplexe zusammengeschoben und durch den Trommgranit verschweißt.

#### Vulkanausbrüche
Große Erschütterungen der Erdkruste durchrüttelten den Odenwald in der Zeit des Ober-Rotliegenden vor etwa 260 Millionen Jahren. Vulkane drangen vor allem im Gebiet um Weinheim (Wachenberg, Daumberg), Schriesheim/Dossenheim (vor 290 bis 270 Millionen Jahren) und Heidelberg an alten Störungszonen aus der Erde, schleuderten Tuffe aus ihren Kratern und gossen Lava auf die Erdoberfläche – das Granit-Gneis-Gebirge war inzwischen bereits bis zum Sockel abgetragen. Im Rhyolith-Steinbruch Weinheim wird die erstarrte Schlotfüllung des Wachenberg-Vulkans zu Schotter verarbeitet. Dagegen ist in den Schriesheimer und Dossenheimer Steinbrüchen der Abbau der auf dem Granitgebirgsrumpf aufliegenden Rhyolithdecken inzwischen eingestellt. Die Stelle, an der der die Effusionsgesteine fördernde Vulkan ausbrach, lag vermutlich im Gebiet des heutigen Rheingrabens und versank mit den örtlichen Gesteinen bei dessen Einbruch. Reste des Rotliegenden sind etwa bei Schriesheim und im Sprendlinger Horst erhalten.

### Abtragung und Ablagerungen (Sedimentationen)
Im Erdzeitalter des jüngeren Perm überflutete das Zechsteinmeer die Region und überdeckte sie mit Ablagerungen, die für den Erzbergbau bedeutsam sind: Dolomite, in die später eisen- und manganhaltige Quarzlösungen eindrangen. Die Sedimentationsgeschichte setzt sich im Mesozoikum (Erdmittelalter) zwischen 250 und 65 Millionen Jahren fort mit der Ablagerung von bis zu 600 m mächtigen Buntsandstein-, Muschelkalk-, Keuper- und Jura-Schichten.

### Entstehung des heutigen Landschaftsbildes

#### Absenkung des Oberrheingrabens

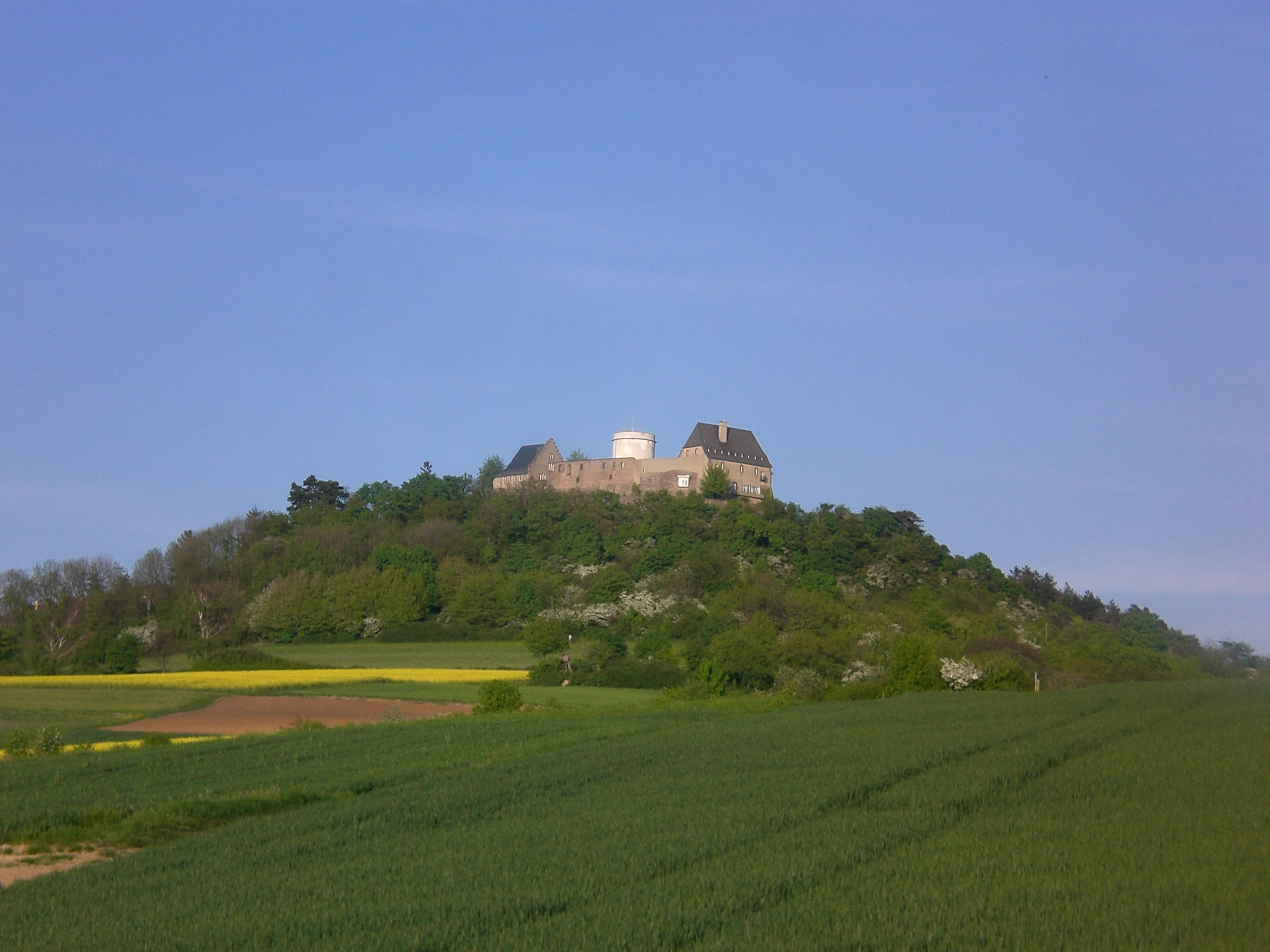
Auf den Resten der Kraterfüllung eines tertiären Basalt-Vulkans wurde die Veste Otzberg errichtet.

Lange Zeit später kam es in Mitteleuropa wieder zu starken Bewegungen in der Erdkruste: In Verbindung mit einer Rift-Zone vom Mittelmeer bis an die Nordsee brach im Tertiär vor etwa 45 Millionen Jahren der Oberrheingraben stellenweise bis zu 3,5 km (Ende des Tertiärs: bis 4 km) tief ein und wurde durch Nachrutschen der damaligen Oberfläche sogleich aufgefüllt. Diese Senkung dauert bis in die Gegenwart an, bei Darmstadt mit einer Geschwindigkeit von rund 0,2–0,4 mm pro Jahr. Zum Ausgleich hoben sich die angrenzenden Berge um bis zu 2,5 km an, doch setzte mit der Hebung bereits die Abtragung ein. In der Folge zerlegten viele Kreuz- und Querklüfte das Gebiet des heutigen Odenwaldes in Gebirgsblöcke und Gräben. Eine Folge der Absenkung sind auch leichte Erdbeben im Nordwesten des Odenwaldes. Diese gehen über Mikrobeben hinaus, sind spürbar und können zu leichten Beschädigungen führen. Am 17. Mai 2014 um 18 Uhr 48 (MESZ) erschütterte ein Erdbeben mit dem Magnitudenwert von 4,2 auf der Richterskala Nieder-Beerbach. Das Hypozentrum lag in einer Tiefe von ca. sechs Kilometern. Das Beben verursachte zahlreiche leichte Gebäudeschäden. Es war Teil einer Serie schwacher Erdbeben im Raum südöstlich Darmstadts seit März 2014.

#### Vulkanismus
Magmamassen drangen an die Oberfläche vor und bildeten Basalt-Vulkane: Neben dem bereits vor 68 Millionen Jahren in der Kreidezeit entstandenen Katzenbuckel, der vor etwa 40 Millionen Jahren erneut ausbrach, gehören zu diesen im mittleren und nördlichen Odenwald etwa der Roßberg (vor 52 Millionen Jahren) und der Otzberg (vor rund 35 bis 20 Millionen Jahren).

#### Verwitterung und Abtragung
- Weil das warmfeuchte Tertiär-Klima die Verwitterung und Abtragung begünstigte, schnitten sich die Bäche damals tief ins Gelände ein, zersägten die Bergmassive und räumten den Hangschutt aus. Es entwickelte sich eine Schichtstufenlandschaft, und die Stufen der mächtigen Keuper-, Muschelkalk- und Zechstein-Formationen wurden sukzessiv nach Südosten zurückverlegt. Reste von Muschelkalk mit Phänomenen der Verkarstung wie der Erdbachversickerung findet man im Mümlinggraben bei Michelstadt.

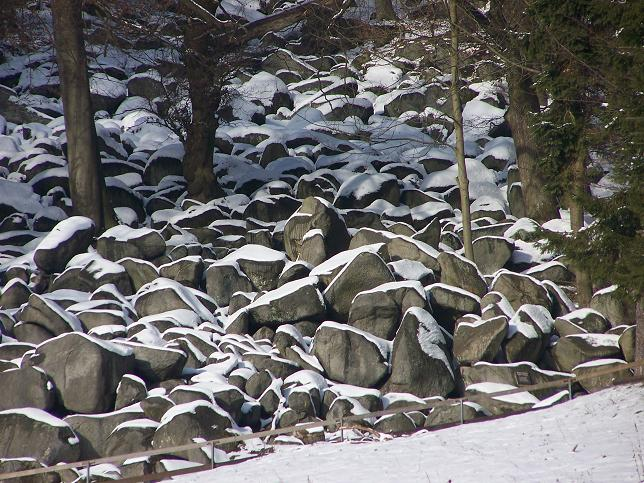
Das Felsenmeer bei Reichenbach entstand durch die unterschiedlichen Verwitterungsprozesse in Tertiär- und Eiszeit

Das Landschaftsbild bestimmen im östlichen Odenwald jedoch nur noch die Buntsandsteinablagerungen, an deren Stufenrand die darunter liegende Zechsteinschicht mit ihren Eisen- und Manganerzen für den Bergbau zugänglich wurde, z. B. im Revier östlich von Reichelsheim und in Wald-Michelbach. So wie die Muschelkalk-, Keuper- und Jura-Sedimente sind auch die vulkanischen Decken fast ganz abgetragen worden. Erhalten geblieben sind etwa am Otzberg die Basaltsäulen am Burgberg, die Reste der Kraterfüllung sind. Die erodierenden Kräfte legten den kristallinen Gebirgsrumpf wieder frei, Flüsse und Bäche verlegten ihren Lauf in Orientierung an alte Störungszonen (Gersprenztal, oberes Ulfenbachtal) bzw. räumten im beckenartig verwitterten Weschnitztal, wo bis 30 m hohe Vergrusungen lagen, den Schutt aus. Berge und Hänge zerrissen in Blöcke, die anschließend durch chemische Verwitterung zu kugelartigen Gebilden abgerundet wurden (Wollsackverwitterung).
- In der nachfolgenden Eiszeit herrschte im Odenwald ein Permafrost-Klima, der Boden war also ständig tief gefroren. Bei Erwärmung (Ende der Eiszeit) taute die obere Schicht auf, die vom Schutt befreiten Felsen rutschten hangabwärts und sammelten sich im Talgrund zu einem Felsenmeer (bei Reichenbach oder am Krehberg, aber auch im Buntsandstein-Odenwald in der Katzenbuckel-Region). So entstand das charakteristische heutige Mittelgebirgslandschaftsbild des Odenwaldes.

## Bergbau
Die geologischen Prozesse haben zahlreiche Minerale und Erze entstehen lassen. Bis in die Neuzeit hinein wurden Marmor (Auerbacher Marmor) und Porphyr (Dossenheim) abgebaut. Im südwestlichen Odenwald förderte man seit dem Mittelalter Silber-, Blei- und Kupfererze, während im östlichen Teil des Buntsandstein-Odenwaldes der Bergbau auf die Eisen- und Manganerze dominierte. Die meisten Betriebe wurden mit dem Aufkommen der Hochöfen unrentabel, weil diese große Mengen an Steinkohle brauchten, welche örtlich nicht vorkommt. Der geringe Gehalt und die geringe Reinheit der Erze und die bis zum Bau der Odenwaldbahn ungünstigen Transportverbindungen waren ebenfalls nachteilig. Es gibt drei Besucherbergwerke im Odenwald: Grube Anna-Elisabeth (Lage) bei Schriesheim, Grube Marie in der Kohlbach (Lage) bei Weinheim und Grube Ludwig (Lage) bei Wald-Michelbach.

## Geschichte

### Urgeschichte

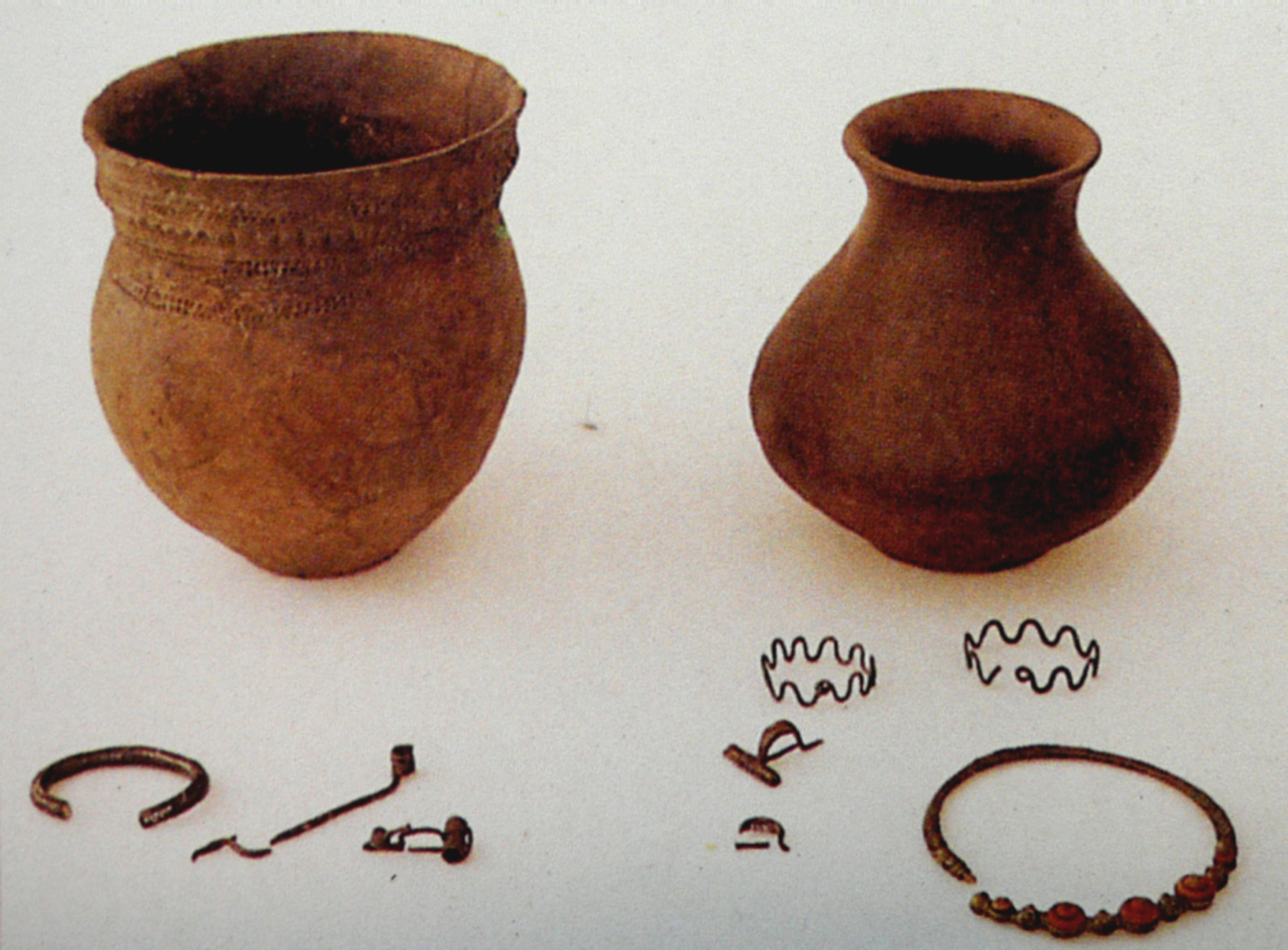
Vorgeschichtliche Funde von der Hoffläche der Villa rustica Haselburg: Hinten links Becher vom Ende der Jungsteinzeit (3. Jahrtausend v. Chr., Grabbeigabe zum Hockergrab). Das Gefäß rechts und die Schmuckgegenstände gehören zu Gräbern aus frühkeltischer Zeit (4./3. Jahrhundert v. Chr.).

Die ersten Siedler drangen wohl über die Flusstäler von Gersprenz, Modau, Lauter und Weschnitz, aus den nördlich und westlich gelegenen Ebenen von Main und Rhein, in den Vorderen Odenwald, sowie aus dem Neckartal in die südlichen Täler vor. Fruchtbare Böden, geschützte Seitentäler und reichliche Wasservorkommen waren bei der Suche nach einer geeigneten Siedlungsstelle Vorzüge, die der sesshaft gewordene Mensch schon früh erkannt haben dürfte. Diverse Einzelfunde belegen die Anwesenheit von Menschen der Jungsteinzeit (5500–1800 v. Chr.) vor allem in den Randbereichen des Mittelgebirges.
Einer der frühesten Belege für die sesshafte Besiedlung des Odenwaldes ist ein endneolithisches Hockergrab, das im Jahr 1985 bei archäologischen Grabungen im Bereich der Villa Haselburg bei Hummetroth entdeckt wurde. Weitere Einzelfunde von Werkzeugen dieser Zeitstellung, in der Gegend des Kinzigtals, zeugen auch dort zumindest von der Anwesenheit jungsteinzeitlicher Menschen. Diese Artefakte befinden sich heute als Sammlung Schwarz im Breubergmuseum auf der Burg Breuberg sowie im Stadtmuseum in Michelstadt.
Aus der Bronzezeit fehlen eindeutige Siedlungsbefunde, doch müssen zu dieser Epoche sicher Menschen in einigen Bereichen des Odenwaldes gesiedelt haben. Entlang der Flusstäler sind zahlreiche Grabhügel erhalten, besonders im mittleren Mümlingtal, dem Kinzigtal und dem Gersprenztal. Rund um die Gemeinde Brensbach sind beispielsweise über 50 Hügelgräber bekannt, deren Ursprung hauptsächlich der Hügelgräber-Bronzezeit zugeschrieben wird. Sie liegen charakteristisch auf den Anhöhen oberhalb der Flusstäler.
In der Hallstattzeit und der frühen Latènekultur wurden diese Grabhügel teils für Nachbestattungen erneut genutzt und erweitert bzw. neu angelegt. Eine solche Grabanlage ist von der Hoffläche der römischen Villa Haselburg bekannt. Der Grabhügel enthielt zwei Bestattungen der frühkeltischen Zeit (4./3. Jahrhundert v. Chr.) mit Trachtbestandteilen aus Eisen und Bronze, darunter ein Scheibenhalsring mit Koralleneinlagen. Ein herausragendes Beispiel einer bronzezeitlichen Grabhügelgruppe mit eisenzeitlichen Nachbestattungen ist der bei Groß-Bieberau gelegene Bensenböhlskopf. Ein weiterer bedeutender Fund der Eisenzeit ist das sogenannte Raibacher Bild, eine anthropomorphe Sandstein-Stele, die 1919 am Obersberg bei Breuberg-Rai-Breitenbach gefunden wurde. Sie befindet sich heute im Hessischen Landesmuseum Darmstadt, eine Kopie ist im Breubergmuseum ausgestellt.
Funde aus der keltischen Spätlatènezeit fehlen im zentralen Odenwald fast völlig. Die ältesten belastbaren Siedlungsbelege der Ortschaften Brensbach und Wersau werden hingegen in diese Zeit datiert. Der Fund einer keltischen Münze vom Typ „Heidelberg-Neuenheim“, im Bereich des Brensbacher Ortsteils Bierbach, unterstreicht die einstige Anwesenheit dieser Kulturgruppe. Ob die Ursprünge der Fluss- und Ortsnamen Gersprenz, Weschnitz und Brensbach möglicherweise auf einer keltischen Sprache basieren, wird unter Sprachforschern und Historikern immer wieder diskutiert.

### Römische Kaiserzeit

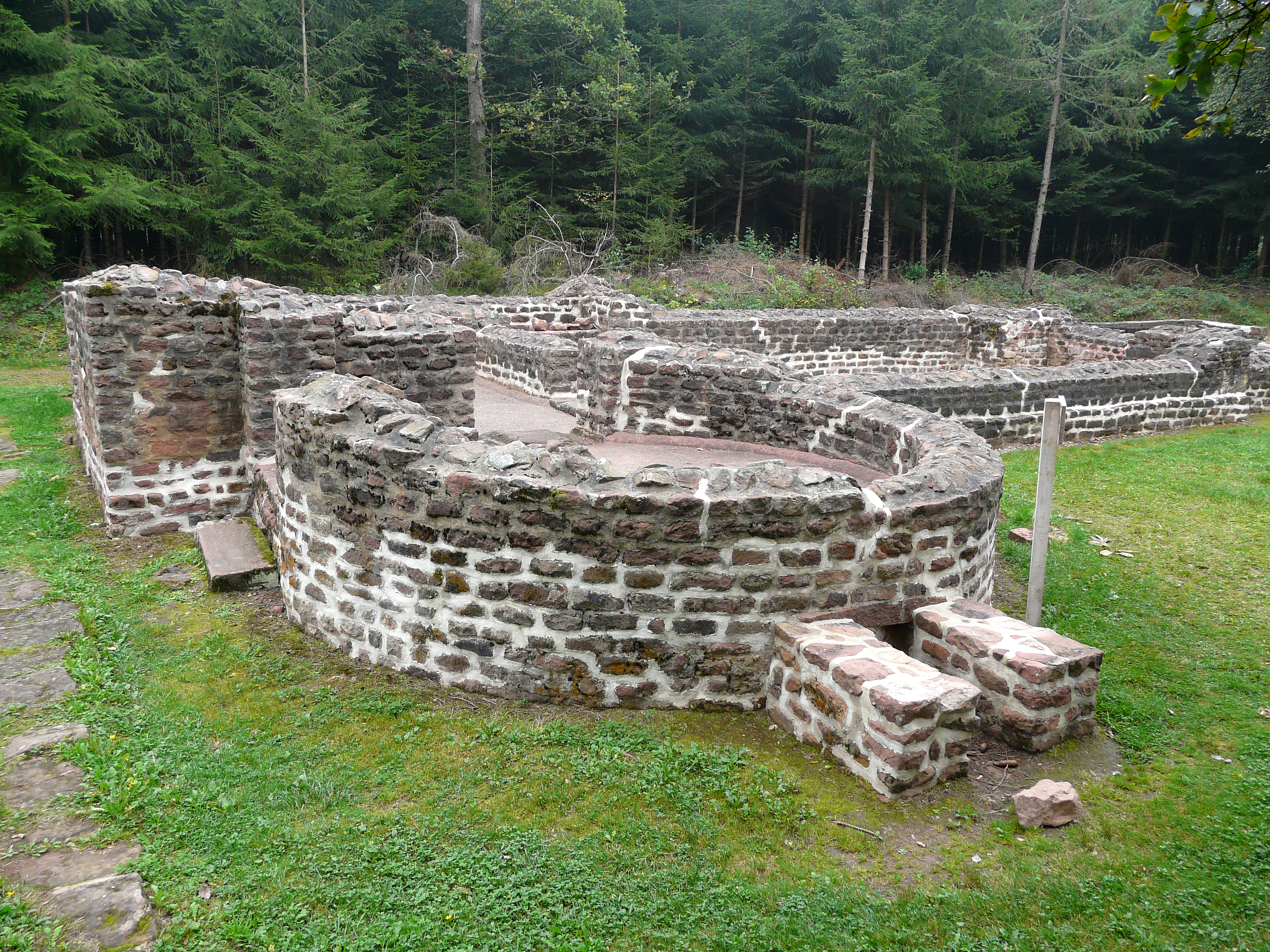
Bad des römischen Kastells Würzberg

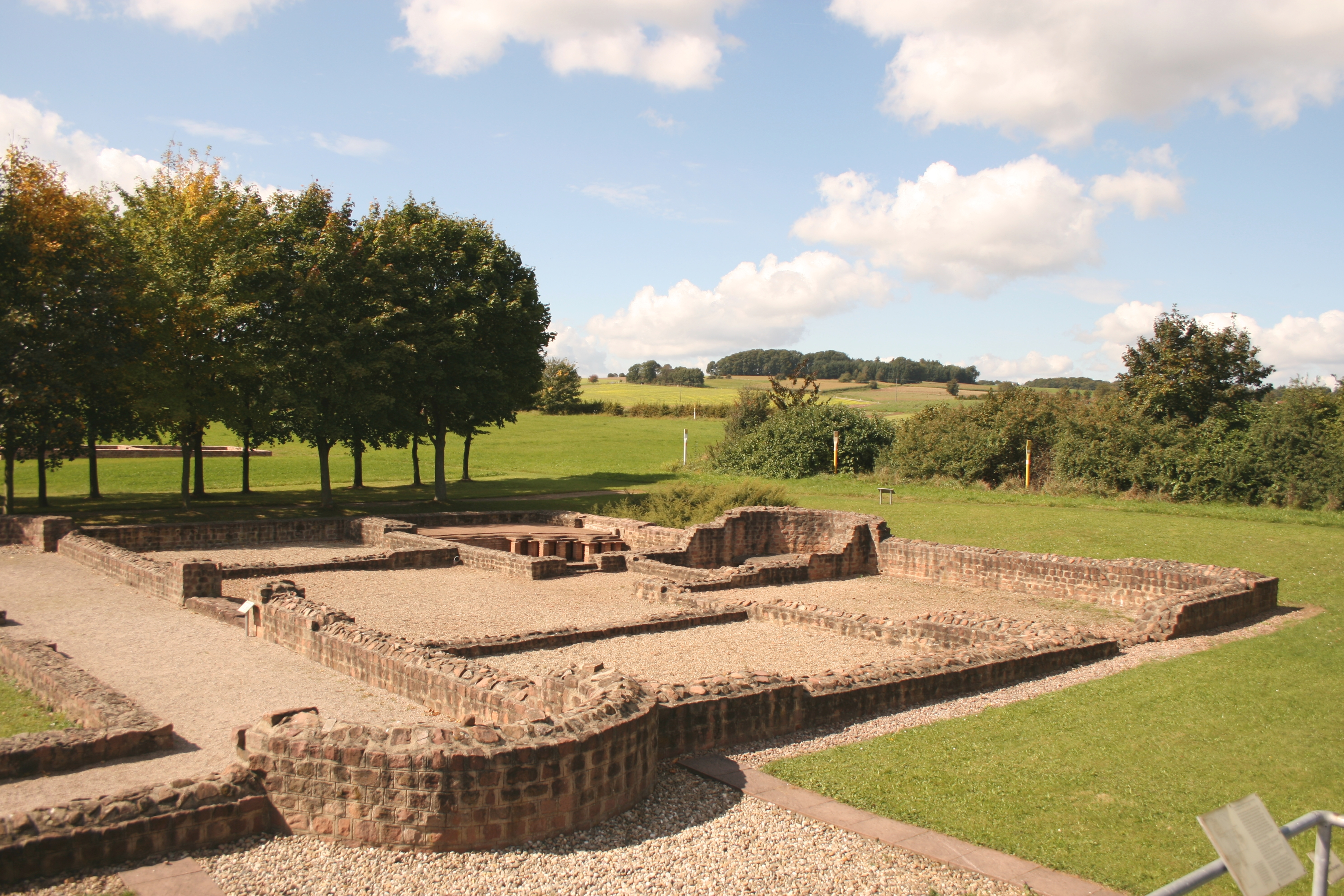
Römische Villa Haselburg bei Hummetroth

Mit der Eroberung des rechtsrheinischen Decumatlandes in den Chattenkriegen Kaiser Domitians gelangte das Gebiet unter römische Kontrolle. Im Gegensatz zu anderen Bauten des Obergermanisch-Raetischen Limes wie der Taunusstrecke wurde die ältere Odenwaldlinie des Neckar-Odenwald-Limes erst um das Jahr 100 unter Kaiser Trajan (98–117) errichtet. Dieser Limesabschnitt verläuft vom Kastell Wörth am Main zunächst nach Südwesten über das Kastell Seckmauern zum Kastell Lützelbach. Von dort verläuft er auf dem großen Sandsteinrücken östlich der Mümling nach Süden über das Kleinkastell Windlücke, Kastell Hainhaus, Kastell Eulbach, Kastell Würzberg zum Kastell Hesselbach, wo er das heutige Dreiländereck Hessen/Bayern/Baden-Württemberg passiert. Auf baden-württembergischer Seite folgen zunächst die Kleinkastelle Zwing und Seitzenbuche, Kastell Schloßau, Kastell Oberscheidental, die Kleinkastelle Robern und Trienz, die Kastelle von Neckarburken, Kleinkastell Duttenberg, Kleinkastell Kochendorf, bis er schließlich beim Kastell Wimpfen im Tal den Neckar erreicht.
Die besonders gebirgigen Strecken des Limes wurden zwischen Wörth und Oberscheidental durchgängig von kleineren Einheiten, sogenannten numeri bewacht. Aus zahlreichen Inschriften geht hervor, dass es sich dabei um numeri brittonum handelt, also Hilfstruppeneinheiten, die ursprünglich in Britannien ausgehoben wurden.
Große Teile des Odenwaldes lagen nun im römisch beherrschten Obergermanien. Um 159 wurde der Limes um ungefähr 30 km nach Osten auf die Linie Miltenberg–Walldürn–Buchen-Osterburken vorverlegt. Die Odenwaldstrecke erreichte deshalb nicht den letzten Ausbauzustand des Limes mit Wall und Graben, sondern es bestand zu den Wachtürmen und dem Postenweg nur die Palisade. Im Hinterland etablierte sich eine zivile Verwaltung, Deren Hauptorte lagen am Rande des Odenwaldes in Dieburg (Hauptort der Civitas Auderiensium), Ladenburg (Civitas Ulpia Sueborum Nicretum) sowie Bad Wimpfen (Civitas Alisinensium). Im Odenwald entstanden zivile Siedlungen in Form von zahlreichen kleineren Villae rusticae, die sich schwerpunktmäßig an den Flüssen befanden. Neben den zahlreichen kleineren Wirtschaftseinheiten gab es auch wenige größere Villen. Die bedeutendste Fundstelle dieser Art ist die Haselburg bei Hummetroth (nahe Höchst i. Odw.), die freigelegt und als Freilichtmuseum konserviert wurde.

### Völkerwanderung und Frühmittelalter
- 260: Zerfall der römischen Macht. Die Alamannen drängen auch in den Odenwald und besiedeln das Land zwischen Main und Neckar, danach kommen die Franken.
- 5. Jahrhundert: Die Franken unter Chlodwig I. teilen das Land in Gaue ein.
- 7./8. Jahrhundert: Es erfolgt die Christianisierung durch iro-schottische Mönche (Pirminius, Bonifatius). Auf den für die Landwirtschaft günstigen Muschelkalkböden des heutigen Baulandes entsteht ein weitmaschiges Siedlungsnetz. Der Hintere Odenwald mit seinen kargen Buntsandsteinböden bleibt im Gegensatz dazu noch siedlungsfrei. Vier Benediktinerklöstern war von der fränkischen Zentralgewalt (Karolinger) die Aufgabe zugewiesen, das unbesiedelte Waldgebiet Odenwald mit dem Kloster Lorsch von Westen her, dem Kloster Fulda von Norden, dem Kloster Amorbach von Osten und dem Kloster Mosbach von Süden zu erschließen. Das Kloster Amorbach hatte die größte Bedeutung für die kirchliche, kulturelle und wirtschaftliche Entwicklung im östlichen Odenwald.
- 9. Jahrhundert: Im südöstlichen Odenwald nahe dem inzwischen dichter besiedelten Bauland werden Siedlungen angelegt, vielfach nach der Art eines Waldhufendorfes, die Gesteinsgrenze vom Muschelkalk zum Buntsandstein wird überschritten.

### Neuzeit
Etliche namhafte Territorialherrschaften (siehe Karte von Hessen um 1550) teilten sich das Gebiet des Odenwaldes. Zu nennen wären etwa: Kurpfalz, Kurmainz, Grafschaft Katzenelnbogen, Landgrafschaft Hessen-Darmstadt, Grafschaft Erbach, Herrschaft Breuberg, Herrschaft Frankenstein, Herrschaft Steinach, Herrschaft Hirschhorn, Fürstentum Leiningen. Diese alle wurden abgelöst vom Großherzogtum Hessen (später Volksstaat Hessen), dem Großherzogtum Baden (später Republik Baden) und dem Königreich Bayern (jetzt Freistaat Bayern).

### Name
Die Deutung des Namens Odenwald, der u. a. in den Formen Odonewalt (815), Odanwalt (bei Einhard), Otenwalt (970) und Odenwalt (1016) überliefert ist, wird in einem Vergleich mit klangähnlichen Wörtern und sprachhistorischen Ableitungen kontrovers diskutiert:
- Wald der Lieder. Der Name werde von Ode (Mehrzahl: Oden) abgeleitet, was „Gesang, Gedicht, Lied“ bedeutet. Demnach wäre der Odenwald der „Wald der Lieder“. Allerdings wird der aus dem Griechischen entlehnte Begriff erst seit dem 16. und 17. Jh. in Deutschland im Bereich der Dichtung verwendet.[51]
- Odins Wald. Hauptproblem dieser Interpretation ist, dass Odin im süddeutschen Raum lange Zeit oder gar ausschließlich als Wotan verehrt wurde (In althochdeutscher Sprache Uuodan, vgl. Merseburger Zaubersprüche). Dieser Ortsname könnte jedoch, wie Karl Christ für den Odenwald vermutet (s. u.), in Verbindung zu ahd. odan (= verleihen) stehen und „Bachbesitz“ bedeuten.
- Auderienser-Wald . Eine weitere Namensdeutung sieht einen Zusammenhang zwischen dem Odenwald und der Bezeichnung der ehemaligen römischen Verwaltungseinheit Civitas Auderiensium, die unter anderem den Norden des Gebirges umfasste und nach einem Volksstamm der Auderienser benannt sein könnte.
- Euterbach-Wald. Postuliert wird ein Zusammenhang mit dem Namen des „Euterbaches“, also etwa Waldgebirge des Euterbaches. Diese Erklärung wirft allerdings unmittelbar die Frage nach der Herkunft des Wortes „Euterbach“ auf.
- Öder Wald. Es könnte eine Verwandtschaft mit dem Wort öde (leer, verlassen, einsam) in der Bedeutung „dünn besiedelt“ bestehen.
- Odem-Wald. Die Herkunft von Odem (Nebenform von Atem), so eine weitere Vermutung, soll auf Winde hindeuten, die irgendwelchen Göttern als Atem zugeordnet waren. Dies lässt indessen die Frage offen, wie im allgemeinen Sprachgebrauch zwar Odem zu Atem, Odemwald jedoch zu Odenwald wird. Außerdem fand das Wort Odem erst durch Luthers Bibelübersetzung Verbreitung.[52]
- Zu Lehen gegebener Wald. Der Lokalhistoriker Karl Christ stellte eine Verbindung zu ahd. odan (= verleihen) her und vermutete, dass der Odenwald der „Wildbannwald“ sei, den der Frankenkönig Dagobert I. (bestätigt durch Pipin und Karl den Großen) dem Bistum Worms verliehen hat. Neben den Formen „Odtonwald“, „Odonewald“, „Odenewald“, „Odonawald“ taucht auch die Schreibweise „Odanwald“ (bei Einhard) auf.[53]
- Waldbesitz. Eine weitere, die Deutung von Karl Christ zu „verleihen“ vertiefende Namensdeutung nennt ōd (Od) bzw. Ed (altenglisch Ead) als altes Wort für Eigentum bzw. Besitz, wie es im Namen Otto bzw. Odo und in Allod vorkommt, dem altniederfränkischen sowie altsächsischen Begriff für gemeinschaftlichen (all-)Besitz. Das ōd wäre demnach zu Oden-Wald geworden, eigentlich schlicht Wald-Eigentum, Waldbesitz.
- Ottos Wald. Ein bedeutender Geograph des 16. Jahrhunderts, Sebastian Münster, ähnlich Karl Noack Anfang des 20. Jahrhunderts, sieht als Namensgeber möglicherweise einen, allerdings nicht überlieferten, Fürsten Otto (bzw. Odo → Odos Wald). Münsters Resümee seiner Bemühungen ist allerdings: „Warumb diese Landschaft der Otenwald heißt, hab ich eigentlichen nicht mögen erfahren.“[53]

### Sagen und Legenden
Die zahlreichen Volkssagen aus dem Odenwald sind meistens an bestimmte Orte (Burg, Stadt, Felsen, Weg usw.) gebunden (Lokalsage) und erzählen:
- von geheimnisvollen Begebenheiten und Geistererscheinungen auf einer Burg (z. B. Schloss Auerbach, Schauenburg, Burg Windeck, Burg Freienstein, Schloss Reichenberg) oder in der nächtlichen Landschaft bzw. in einem Haus (Höhmann zwischen Breitwiesen und Bensheim, am Borstein nördlich Reichenbachs, weiße Frau in der Nähe Mossaus, Schlurcher im Roßbacher Hof bei Erbach, der Mann ohne Kopf bei Heppenheim, die Nonnen nahe dem Kloster Steinbach),
- von Rittern und ihren Frauen (Konrad und Ann-Els von Tannenberg, Edelmut von Ehrenberg und Minna von Horneck auf der Minneburg, Georg von Frankenstein und Annemariechen, der Kollenberger und der Graf von Wertheim, Hans von Rodenstein und Maria von Hochberg),
- von Teufeln (Teufelspfad zwischen Jugenheim und dem Felsberg, Teufelsstein bei Löhrbach, Opfersteine auf der Juhöhe) und Hexen (die in Gestalt eines Schweines erscheinende Hexe in Bensheim).

Die Lokalsage verbindet sich in einigen Erzählungen einmal mit der Natursage, in der dämonische Wesen (z. B. Ritter Georg tötet in der Nähe des Frankensteins den menschenfressenden Lindwurm) und Naturgeister (als Fuchs auftauchender Wassergeist bei Niedernhausen, Meerweiblein in den Meerwiesen von Walldürn) auftreten, und zweitens mit der Geschichtssage, die anekdotenhaft historische Personen und Originale porträtiert: Luther und der Graf von Erbach, Raubacher Joggel und der Erbacher Graf, Landgraf Ludwig VIII. von Hessen-Darmstadt, Räuber Lindenschmidt, Hölzerlips-Stein auf dem Hirschopf bei Weinheim.

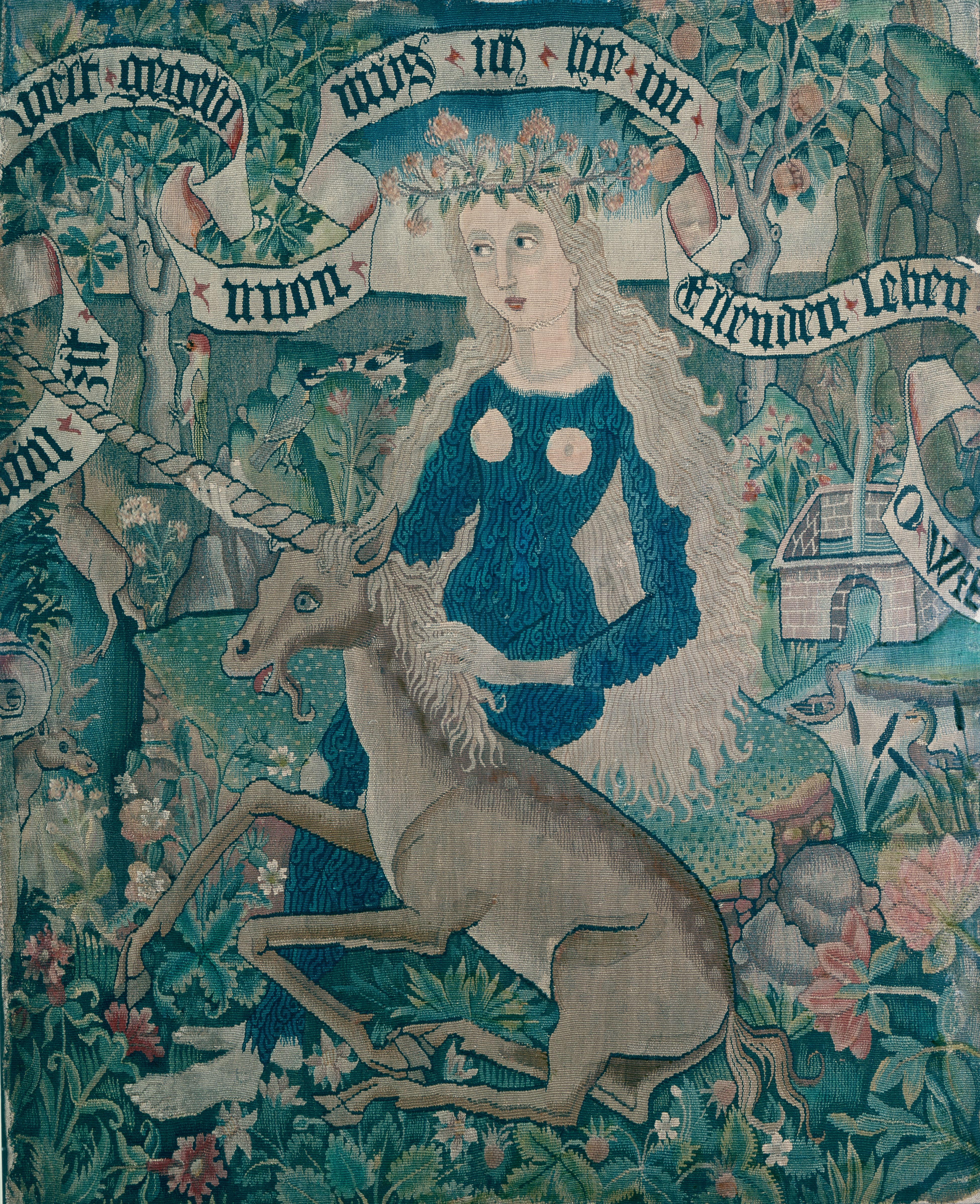
Wilde Frau (Wildweibchen) mit Einhorn (Straßburg, um 1500)

Drittens geht sie eine Verbindung mit der ätiologischen Sage (Erklärungssage) ein, das heißt, sie erklärt,
- wieso ein bestimmter Name gegeben wurde (mehrere Wildweibchensteine und Wildleuthäusl im Odenwald, Wilder Mannstein bei Hummetroth, Teufelsstein, Teufelspfad, Opfersteine und Hundsköpfe auf der Juhöhe, Hölzerlips-Stein, Schimmeldewoog für Schönmattenwag, Eberbacher Kuckucke, Brembach und Geierstal bei Vielbrunn) oder eine Redewendung entstand (Fraa vun Bensem),
- wie sich eine typische landschaftliche Formation bildete (zum Beispiel das Felsenmeer und der Hohenstein bzw. der Felsen auf dem Herrgottsberg bei Darmstadt-Bessungen: durch sich mit Steinblöcken bekämpfende Riesen im ersten und als Racheakt des Teufels für Überlistung im zweiten Fall),
- wieso eine Burg an einem bestimmten Platz (Minneberg am Neckar) gebaut und nach ihm benannt wurde
- oder warum man ein für heutige Betrachter geheimnisvolles Steinbild in eine Mauer einfügte (Relief eines Hundes am Portal der Minneburg gegenüber Neckargerach, Buchener Blecker am Stadttor, Breilecker am Tor der Burg Breuberg).

Zwei literarisch bearbeitete Sagenstoffe sind überregional bekannt:
Die Sage vom Rodensteiner, eine Variante der Gespenstergeschichte vom wilden Heer, wurde ursprünglich in den Reichenberger Protokollen (1742–1796) dem „Landgeist“ des „Schnellertsherrn“ zugeschrieben: Bauern im Gebiet um Fränkisch-Crumbach erzählten, sie hätten in stürmischen Nächten in der Luft das Geisterheer von der Burg Schnellerts über das Gersprenztal zur Burg Rodenstein ziehen hören. Sie deuteten dies als Zeichen eines bevorstehenden Krieges. Dieses Motiv des wilden Jägers wird bei der Erklärung der als Hundsköpfe bezeichneten Felsformation auf der Juhöhe (siehe oben) aufgegriffen.
Im berühmten Nibelungenlied (siehe auch Nibelungensage), einem mittelalterlichen Ritterepos mit Sagenkern (Siegfried), spielt der Odenwald als Handlungsort nur in einem Abschnitt eine, für die weitere Handlung allerdings entscheidende, Rolle: Der Drachentöter Siegfried wird bei einem Jagdausflug (anstelle eines ausgefallenen Feldzugs), der von der Burgundenstadt Worms in den Odenwald führt, von Hagen von Tronje an einer Quelle ermordet. Da kein genauer Ort überliefert ist, streiten sich zahlreiche Gemeinden des hessischen Odenwaldes sowie Odenheim im Kraichgau darum, den „echten“ Siegfriedbrunnen zu besitzen.

## Verkehr und Tourismus

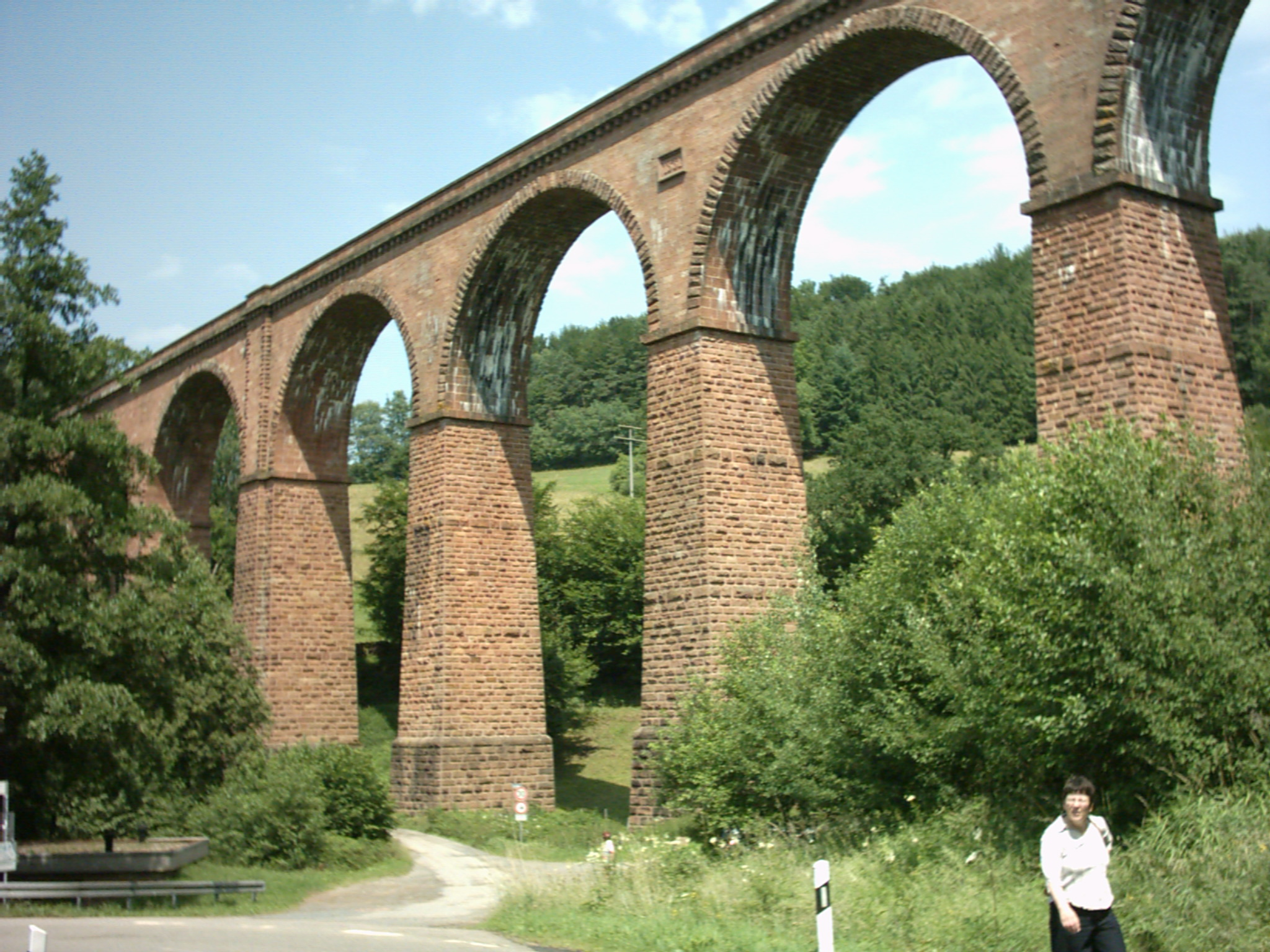
Himbächelviadukt der Odenwaldbahn

### Straßen
Der geplante Weiterbau der Odenwaldautobahn (BAB 45) wurde nie verwirklicht, daher ist der Odenwaldkreis, mit allen Vor- und Nachteilen, einer der wenigen völlig autobahnfreien Landkreise.
Durch den Odenwald verlaufen mehrere Bundesstraßen:
- B 27: Mosbach–Buchen–Tauberbischofsheim
- B 38: Reinheim–Groß-Bieberau–Brensbach–Reichelsheim–Fürth–Mörlenbach–Birkenau–Weinheim
- B 45: Groß-Umstadt–Höchst–Bad König–Michelstadt–Erbach–Beerfelden–Eberbach
- B 47: Bensheim–Lindenfels–Reichelsheim–Michelstadt–Amorbach–Walldürn
- B 426: Darmstadt–Mühltal–Ober-Ramstadt–Reinheim–Otzberg–Groß-Umstadt–Höchst–Breuberg–Obernburg
- B 460: Heppenheim–Fürth–Mossautal–Hüttenthal–Marbach

Außerdem führen durch den Odenwald die Nibelungen- und die Siegfriedstraße, die teilweise den vorgenannten Straßen folgen.

### Eisenbahnen
- Odenwaldbahn (Hessen) von Darmstadt oder Hanau über Wiebelsbach nach Eberbach, 1882 eröffnet, seit Dezember 2005 mit modernen Itino-Zügen befahren
- Bachgaubahn von Aschaffenburg bis Höchst im Odenwald, 1911 eröffnet, 1974 stillgelegt, endgültige Einstellung des Güterverkehrs zwischen Höchst und Sandbach 1998
- Weschnitztalbahn von Weinheim nach Fürth, 1895 eröffnet
- Überwaldbahn von Mörlenbach über Wald-Michelbach nach Wahlen, 1901 eröffnet, 1996 stillgelegt, die in die Teilregion des Überwaldes führte
- Schellekattel von Hetzbach nach Beerfelden, 1904 eröffnet, 1954 stillgelegt
- Odenwaldexpress (im Volksmund „Entenmörder“ genannt) von Mosbach nach Mudau, 1000-mm-Schmalspurbahn, 1905 eröffnet, 1973 stillgelegt, seit 1980 Trasse als Bahnradweg umgebaut
- Neckartalbahn von Heidelberg über Eberbach und Mosbach nach Bad Friedrichshall, 1879 eröffnet
- Bahnstrecke Neckarelz–Osterburken, 1866 als Teil der Badischen Odenwaldbahn eröffnet
- Bahnstrecke Seckach–Miltenberg (Madonnenlandbahn) von Seckach nach Miltenberg
- Gersprenztalbahn von Reinheim nach Reichelsheim, 1887 eröffnet und schrittweise ab 1963 bis 2018 stillgelegt

### Bauwerke
Zu den sehenswerten Bauwerken im Odenwald und in seinem Südteil Kleiner Odenwald gehören eine Vielzahl von Burgen, Schlössern und Stadtpalästen in drei Bundesländern:

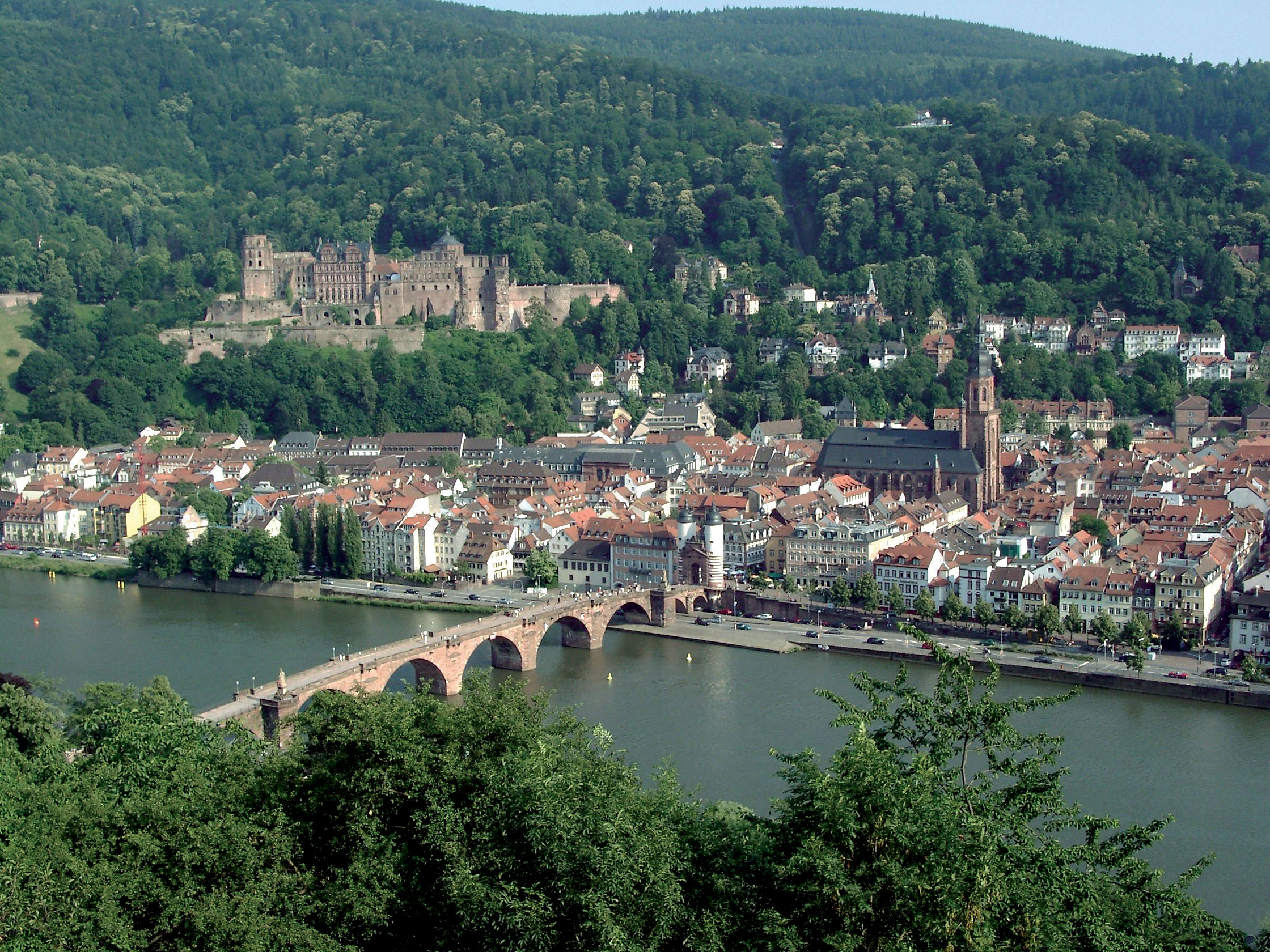
Heidelberger Schloss in Heidelberg
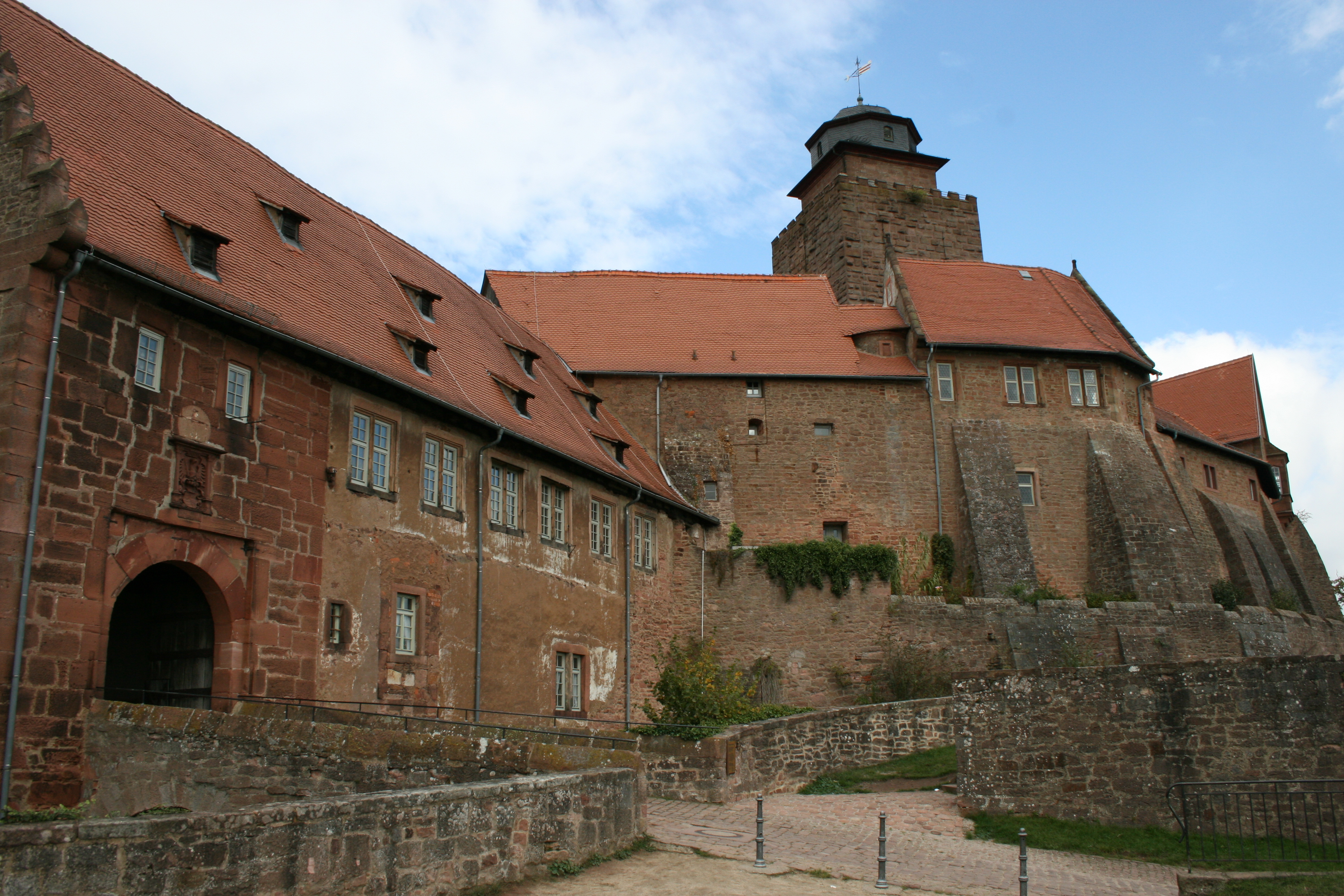
Burg Breuberg bei Neustadt
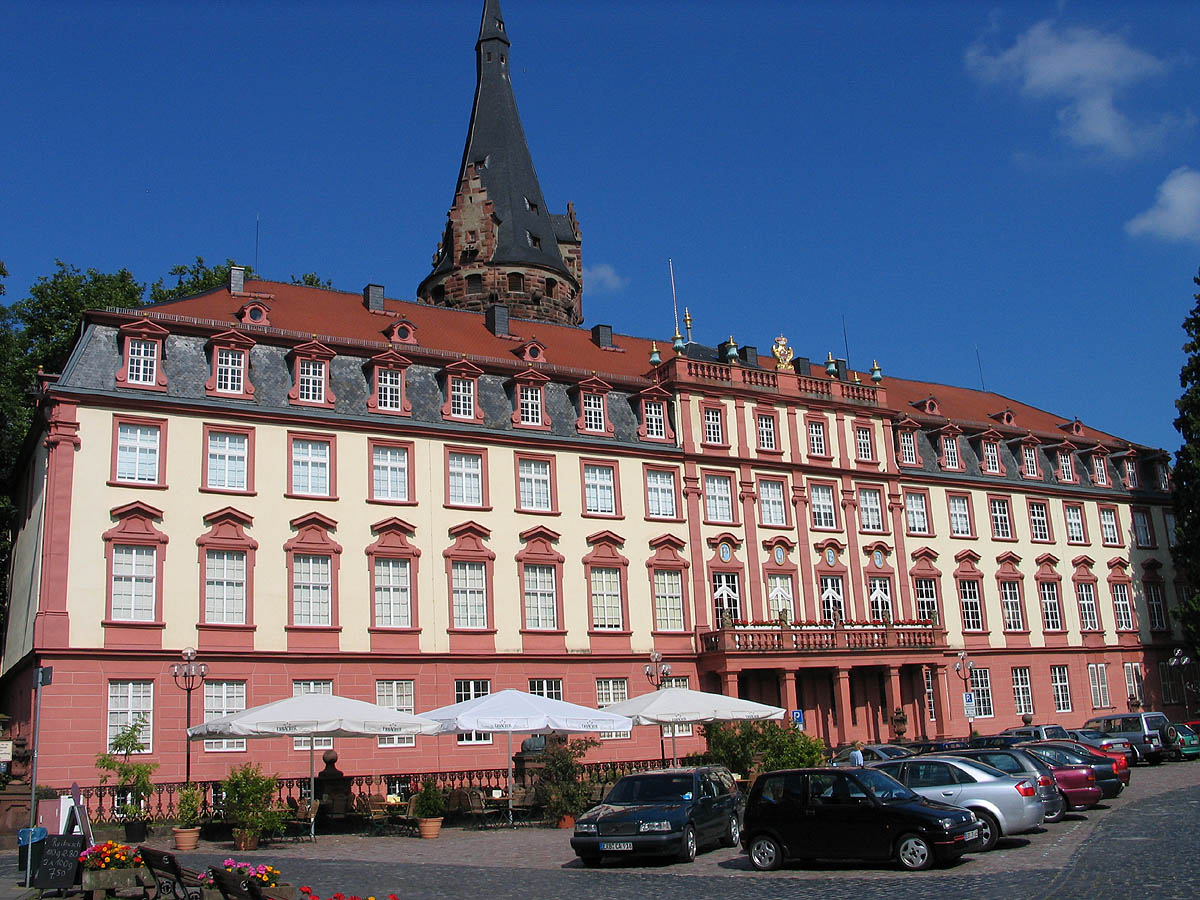
Schloss Erbach in Erbach
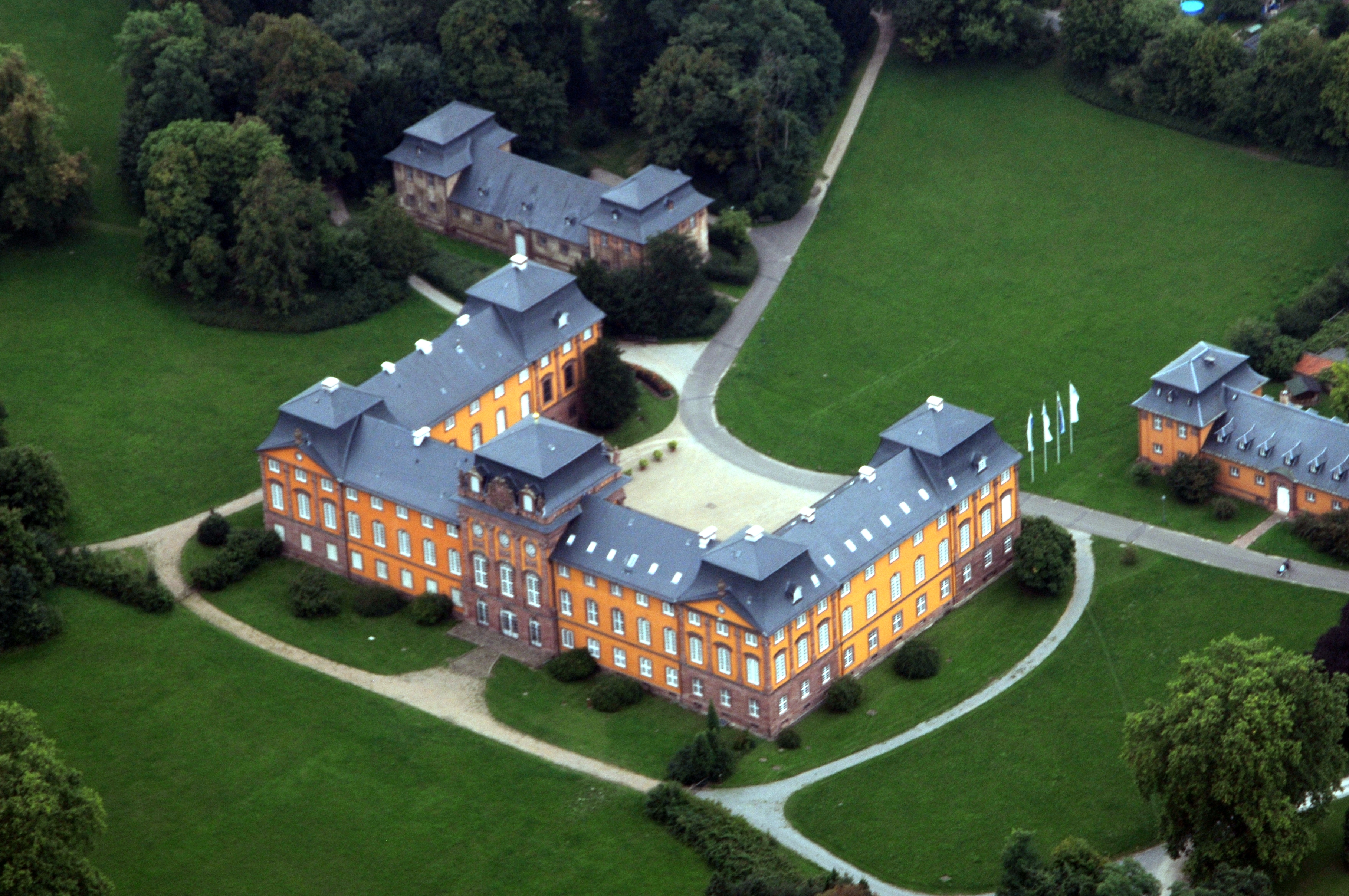
Schloss Löwenstein im unterfränkischen Kleinheubach
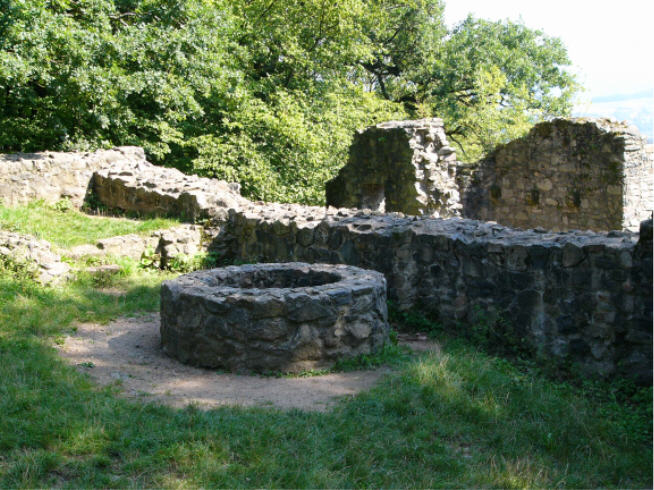
Die Ruinen der Burg Rodenstein bei Fränkisch-Crumbach
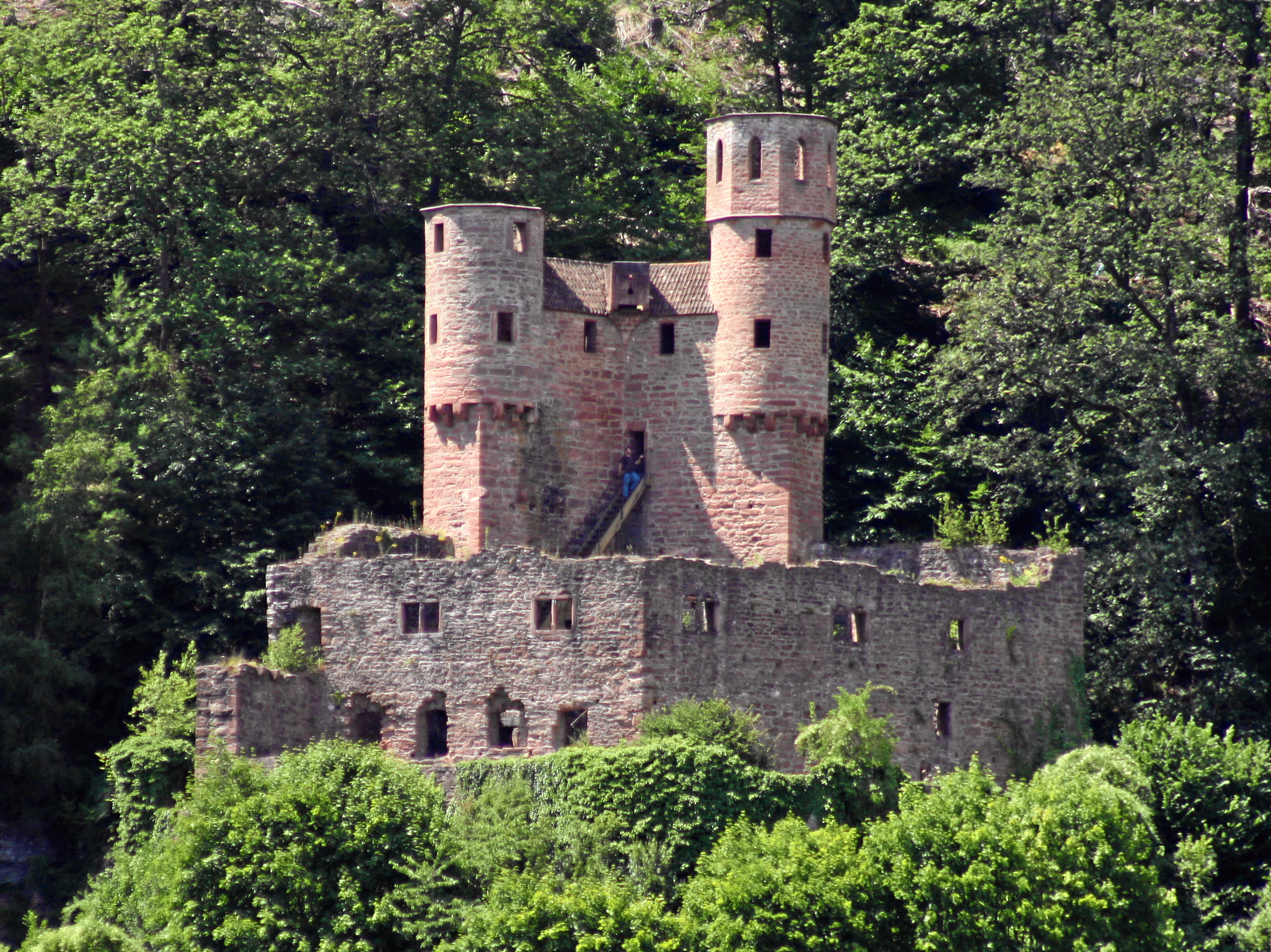
Das Schwalbennest, eine der vier Burgen in Neckarsteinach
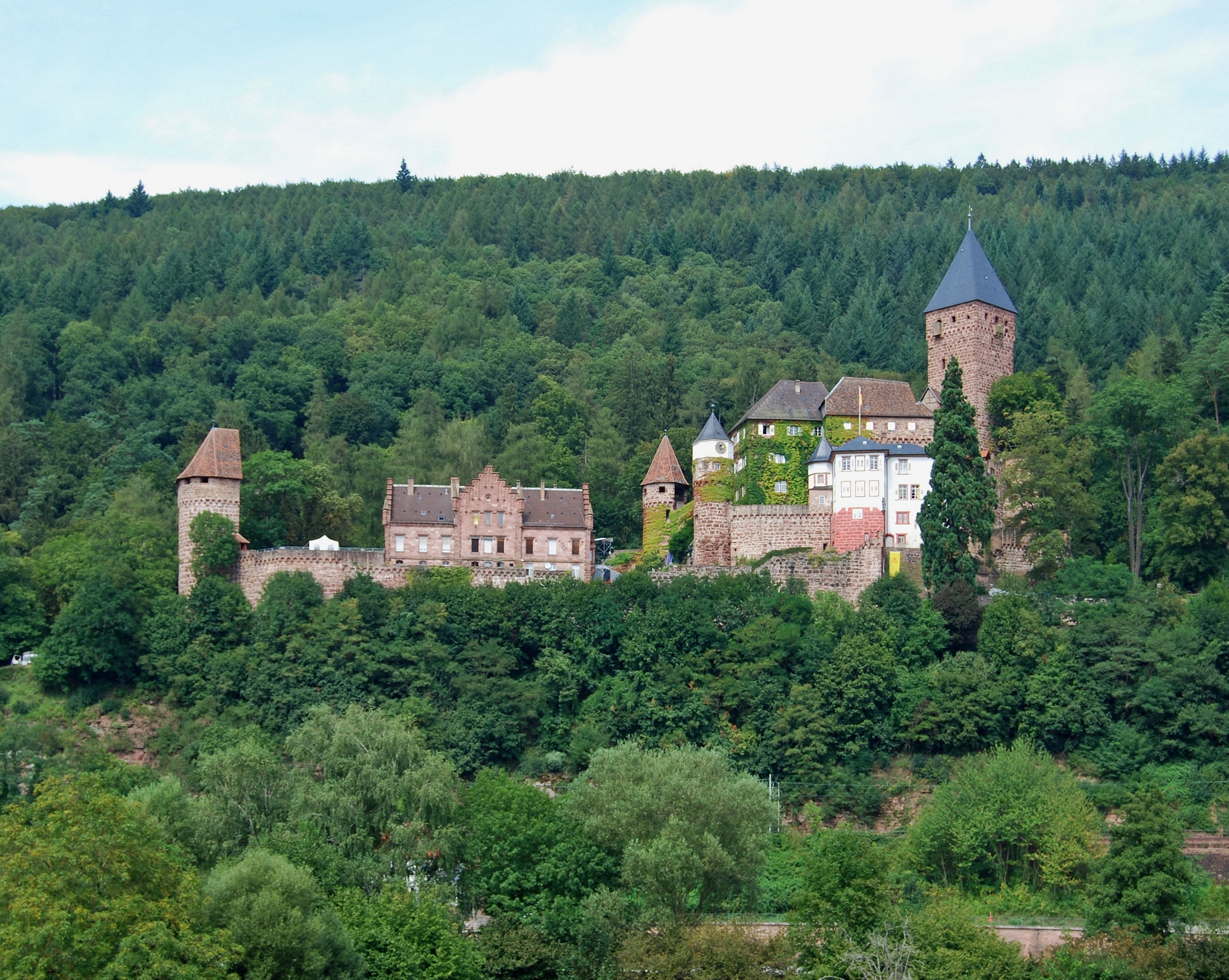
Die Burg Zwingenberg am Neckar

Daneben seien weitere interessante Bauten verschiedener Epochen erwähnt, wie zum Beispiel:

das ergrabene und als Ruine restaurierte Römerkastell bei Würzberg, die Römische Villa Haselburg bei Hummetroth, das Alte Rathaus von Michelstadt und
die Einhardsbasilika in Steinbach.

### Touristische Naturziele
- Unterhalb des 514 m hohen Felsbergs und nördlich von Reichenbach (Lautertal) befindet sich das Felsenmeer, eine weit ausgedehnte Ansammlung von sehr großen Felsbrocken, die schon von den Römern als Steinbruch benutzt wurde.
- In Eberstadt (Buchen) wurde 1971 eine der bedeutendsten Tropfsteinhöhlen Süddeutschlands entdeckt. Sie ist für Besucher zugänglich.
- Um den Katzenbuckel führt der Kristall-Lehrpfad, der anschaulich vulkanische Entwicklungen im Odenwald zeigt.
- Von Höchst im Odenwald aus schlängelt sich die Obrunnschlucht als romantischer Märchenpfad in Richtung Rimhorn mit zahlreichen Modellbauten (Schlössern, Burgen und Mühlen) talaufwärts.
- Beim hessischen Hainstadt (zu Breuberg) im Mümlingtal befindet sich ein Steinbruch, der von den Odenwälder Kletterfreunden zum Klettern eingerichtet wurde; es gibt dort einen kurzen mit Drahtseilen gesicherten Klettersteig. Die Kletterfreunde sorgen dafür, dass die Wege gepflegt werden. Der Steinbruch liegt im Einzugsbereich der Sektion Darmstadt-Starkenburg des Deutschen Alpenvereins.

### Wandern
Der Odenwald ist durch ein über 10.000 km umfassendes Streckennetz von Wanderwegen erschlossen:
- Der Nibelungensteig, ein 130 Kilometer langer Fernwanderweg, führt von Zwingenberg an der Bergstraße über Lindenfels, Grasellenbach, Mossautal, Beerfelden, Erbach, Amorbach und Miltenberg nach Freudenberg am Main.
- Der Burgensteig Bergstraße, ein 120 Kilometer langer Qualitätswanderweg, führt von Darmstadt-Eberstadt nach Heidelberg entlang der Bergstraße zu vielen Sehenswürdigkeiten.
- Der Neckarsteig ist ein 126,4 Kilometer langer Qualitätswanderweg, der sich vom Heidelberger Schloss bis zum Bahnhof der Stauferstadt Bad Wimpfen durch das Neckartal im Bereich des südlichen Odenwaldes erstreckt. Wer den Neckarsteig erwandert, hat am Ende 140 km in den Füßen und insgesamt 3127 Höhenmeter gemeistert. Es können fünf Schlösser und 15 Burgen oder Burgruinen entdeckt werden, die Margarethenschlucht als Naturdenkmal erwandert und die sieben mittelalterlichen Stadtbilder (Dilsberg, Neckarsteinach, Hirschhorn, Eberbach, Mosbach, Gundelsheim, Bad Wimpfen) besichtigt werden. Der Neckarsteig ersetzt seit 2012 in diesem Bereich den Neckarweg, der von der Quelle bis zur Mündung des Neckars verläuft, und wird durch den Odenwaldklub betreut.[58]
- Der Alemannenweg ist ein 144 Kilometer langer Prädikatswanderweg im Nördlichen Vorderen Odenwald und entlang der Hessischen Bergstraße. Er verläuft als großer Rundweg von Erbach über Reichelsheim, das Felsenmeer in Reichenbach, Bensheim-Auerbach, Burg Frankenstein, Schloss Lichtenberg und die Veste Otzberg wieder zurück ins Tal der Mümling nach Michelstadt-Steinbach. Am Alemannenweg liegen viele kulturhistorische Sehenswürdigkeiten.
- Als Teilabschnitt des Deutschen Limes-Wanderwegs führt der Limes-Wanderweg des Schwäbischen Albvereins durch den Odenwald. Von Miltenberg bis Osterburken wird dieser Weg als Östlicher Limesweg vom Odenwaldklub betreut.
- Der Odenwald-Madonnen-Weg führt ab Tauberbischofsheim durch Königheim in den Odenwald bei Hardheim und Walldürn, das Neckartal bei Eberbach und Heidelberg bis in die Rheinebene nach Speyer.[59]

### Wintersport
Trotz häufigen Schneemangels kommen die Skigebiete des Odenwaldes auf einige Betriebstage im Jahr. Gespurte Loipen sind zahlreich vorhanden. Auch Abfahrtslauf ist möglich.
- Auf der Neunkircher Höhe befanden sich eine Abfahrt und ein Skilift (seit 2010 Betrieb eingestellt).
- Beerfelden besitzt mehrere Abfahrten und fünf Loipen mit bis zu sieben Kilometern Länge, die durch einen Skilift und eine Flutlichtanlage erschlossen sind.
- Im Birkenauer Ortsteil Schnorrenbach bestand die Möglichkeit, im Sommer Grasski auszuüben, im Winter waren zudem Ski- und Liftbetrieb mit Flutlicht möglich. Mittlerweile ist der Betrieb eingestellt und die Anlage zurückgebaut.[61]
- Auf der Tromm gibt es eine Abfahrt und mehrere Rundloipen. Ein Skilift brannte 2004 aus und ist seitdem nicht mehr in Betrieb.
- Unterhalb des Aussichtsturms auf dem Katzenbuckel ist eine Skisprungschanze mit Matten in Betrieb. Außerdem gibt es hier im schneesichersten Gebiet des Odenwaldes vier Langlaufloipen unterschiedlicher Länge und Schwierigkeit.
- Um die Orte Vielbrunn, Würzberg und Rothenberg werden bei sicherer Schneelage für den Langlauf mehrere Kilometer Loipen gespurt.
- Auf dem Hardberg befindet sich die 900 Meter lange Hardbergpiste mit Skilift.
- Weitere Wintersportmöglichkeiten gibt es in Michelstadt und Erbach.

## Sprache
Der Odenwald (im lokalen Dialekt: Ourewald) ist das Übergangsgebiet zwischen rheinfränkischen Dialekten im Westen, Norden und Zentrum des Odenwaldes und südfränkischen im Süden und Osten, bzw. übergeordneten Gliederung zwischen den mitteldeutschen und den oberdeutschen Sprachen. Die pfälzischen Mundartvarianten des Rheinfränkischen werden Odenwälderisch genannt, die südfränkischen Odenwäldisch. Im badischen Gebirgsteil im Südwesten ist eine Untergruppe des Pfälzischen, das Kurpfälzische, im nordwestlichen Odenwald das Südhessische verbreitet.

## Musik
Über den Odenwald wurden mehrere Lieder geschrieben:
- Es steht ein Baum im Odenwald[63]
- Tief im Odenwald (Das Odenwaldlied)[64]
- Der Bauer aus dem Odenwald[65]
- Es regt sich was im Odenwald[66]
- Mädchen aus dem Odenwald (Gitti und Erika)
- Der Schluckspecht aus dem Odenwald (Adam und die Micky’s)
- Mit dem Fahrrad durch den Odenwald (Adam und die Micky’s)
- Wir sind die Ourewäller
- Finger weg (vom Odenwald) (Gerd Knebel + Mädness)
- Odenwald (Egotronic + Johnny Weltraum)
- Oureweller (Dietmar Diamant)[67]

## Persönlichkeiten
Bekannte Personen die im Odenwald geboren wurden, aufwuchsen oder wirkten:
- Joachim Sattler (* 1899; † 1984), Opernsänger
- Heinz Bormuth, Historiker, Genealoge und Heimatforscher
- Heinrich J. Dingeldein (* 1953), Sprach- und Kulturwissenschaftler
- Vince Ebert (* 1968), Kabarettist
- Katja Seizinger (* 1972), ehem. Skirennläuferin, dreifache Olympiasiegerin
- Philipp Weber (* 1974), Kabarettist
- Jessica Schwarz (* 1977), Schauspielerin, Synchronsprecherin
- Timo Boll (* 1981), Tischtennisprofi, erfolgreichster deutsche Tischtennisspieler
- Timo Glock (* 1982), ehem. Formel-1-Rennfahrer, Sky-Experte
- Antonia Baum (* 1984), Schriftstellerin und Journalistin
- Christian Eckerlin (* 1986), Kampfsportler, Mixed Martial Arts
- Jannik Kohlbacher (* 1995), Handballprofi, deutscher Nationalspieler

### Monographien und Anthologien
- Thomas Biller/Achim Wendt: Burgen und Schlösser im Odenwald. Ein Führer zu Geschichte und Architektur. Schnell & Steiner, Regensburg 2005, ISBN 3-7954-1711-2.
- Heinz Bischof: Odenwald. 3., überarbeitete Auflage. Goldstadtverlag, Pforzheim 2004, ISBN 3-89550-313-4.
- Georg Bungenstab (Hrsg.): Wälder im Odenwald – Wald für die Odenwälder. Dokumente aus 150 Jahren Eberbacher Forstgeschichte. Staatliches Forstamt Eberbach, Eberbach 1999, 288 S.
- Otmar A. Geiger: Sagenhafter Odenwald. Ein Führer durch das Reich der Nibelungen zwischen Worms und Würzburg. Schimper, Schwetzingen 2000, ISBN 3-87742-152-0.
- Walter Hotz: Odenwald und Spessart (Deutsche Lande Deutsche Kunst). 2. Auflage, München/Berlin 1974.
- Keller, Dieter/Keller, Uwe/Türk, Rainer: Der Odenwald zwischen Himmel und Erde. Verlag Regionalkultur, Ubstadt-Weiher 2003, ISBN 978-3-89735-187-5.
- Ludwig Kramarczyk: Odenwald und Bergstraße. Regio Verlag Glock & Lutz. Sigmaringendorf 1987, ISBN 3-8235-1009-6.
- Marco Lichtenberger: Saurier aus dem Odenwald. Jens Seeling Verlag. Frankfurt 2007, ISBN 3-938973-04-8.
- Erwin Nickel: Odenwald. Vorderer Odenwald zwischen Darmstadt und Heidelberg. Bornträger, Berlin/Stuttgart 1985 (Sammlung geologischer Führer 65).
- Andreas Stieglitz: Wandern im Odenwald und an der Bergstraße. Aus der Reihe DuMont aktiv. DuMont Reiseverlag, Ostfildern 2005, ISBN 3-7701-5015-5.
- Seipel, Herbert Stephan: Faszination Odenwald. Eine Bilderreise zur Kulturgeschichte des Odenwaldes. Verlag Regionalkultur, Ubstadt-Weiher 2004, ISBN 978-3-89735-140-0.
- Winfried Wackerfuss (Hrsg.): Zu Kultur und Geschichte des Odenwaldes. 2. unveränderte Auflage 1982. Breuberg-Bund, Breuberg-Neustadt 1982, ISBN 3-922903-01-0.
- G. C. Amstutz, S. Meisl, E. Nickel (Hrsg.): Mineralien und Gesteine im Odenwald. Der Aufschluss. Sonderband 27, Heidelberg 1975, Mineralien und Gesteine im Odenwald, auf handle.net (PDF; 20,2 MB)

### Periodika
- Breuberg-Bund (Hrsg.): Beiträge zur Erforschung des Odenwaldes und seiner Randlandschaften. Breuberg-Bund, Breuberg-Neustadt 1977 ff.
- Breuberg-Bund (Hrsg.): Der Odenwald. Vierteljahreszeitschrift des Breuberg-Bundes mit Beiträgen zur Geschichte, Volkskunde, Kunstgeschichte und Geographie des Odenwaldes und seiner Randlandschaften. Breuberg-Bund, Breuberg-Neustadt 1953 ff.
- Kreisarchiv des Odenwaldkreises (Hrsg.): Gelurt. Odenwälder Jahrbuch für Kultur und Geschichte. Odenwaldkreis, Erbach 1994 ff.
- Arbeitsgemeinschaft der Geschichts- und Heimatvereine im Kreis Bergstrasse (Hrsg.): Geschichtsblätter Kreis Bergstraße. Laurissa, Lorsch 1971 ff.
- Dieter Wolf: „Der Odenwälder“ in der „Sammlung Heil“ in Butzbach. Vorbemerkung im Nachdruck der Zeitschrift „Der Odenwälder“ durch die Stadt Michelstadt 1998. Hrsg. Magistrat der Stadt Michelstadt (Michelstadt 1998), S. XIX–XXII.

### Sonstige Literatur
- Georg Schäfer: Die Falschmünzer im Weschnitztal oder Die silbernen Glocken von Mörlenbach. (Stuttgart 1896)
- Adam Karrillon: Michael Hely. (Berlin 1900/1904)
- Adam Karrillon: Die Mühle zu Husterloh. (Berlin 1906)
- Franz Schwalbach: ’s Millersch Liss'l vunn Michel'boch. Heiteres Volksstück mit Musik und Gesang in 3 Akten: Ourewölla Lieb, de Hondstraich, de Hochzigzugg. (Darmstadt 1908)
- Adam Karrillon: Adams Großvater. Berlin 1917
- Adolf Schmitthenner: Das deutsche Herz. 3. Auflage. Stadt Hirschhorn, Hirschhorn 1999, ISBN 3-927409-00-6 (Erstausgabe 1927)
- Werner Bergengruen: Das Buch Rodenstein. 3. Auflage. Insel, Frankfurt am Main 2002, ISBN 3-458-33493-9 (Erstausgabe 1908)

## Allgemeine Quellen
- BfN
  - Kartendienste
  - Landschaftssteckbriefe des Bundesamtes für Naturschutz (Hinweise) – nach Haupteinheiten:
    - 141 (Sandsteinspessart)
      - 14102 Wertheimer Hochfläche

    - 144 (Sandsteinodenwald)
      - 14401 Sandsteinodenwald
      - 14402 Mümlingtal

    - 145 (Vorderer Odenwald)
      - 14501 Vorderer Odenwald
      - 14502 Weschnitz- und Gersprenztal